# Крук Ярослав Павлович
Ярослав Павлович Крук (21 березня 1947, селище Брюховичі, (колишній Брюховицький район, Львівської обл.) сьогодні - Львівська міська громада, Львівська область — †2 квітня 2024, Львів;— український художник, рисувальник, скульптор.
Працював в галузі малярства та декоративно-прикладного мистецтва. Захолювався такими напрямками, як імпресіонізм, експресіонізм та романтизм.

## БІОГРАФІЯ
Ярослав Крук народився в українсько-польській сім'ї, в селищі Брюховичі Львівської області.
Обоє батьків були селянами. Батько Крук Павло Теодорович, мав середню освіту брав участь у другій світовій війні в лавах польської армії. Прожив у полоні в Німеччині 6 років, після чого повернувся і працював столяром. Мати Колодзєй Вікторія Мартинівна закінчила 8-річну школу. Працювала у радянському колгоспі. Ярослав був середущим з-поміж трьох дітей: старша сестра загинула в однорічному віці на початку війни, а молодша сестра — Галина, з якою підтримував зв'язок аж до своєї смерті. Ярослав ще з юності мав проблеми зі здоров'ям легень, через що загартовувався, мало вживав алкоголю та не курив. Близькі та друзі називали його Славком.

### Початок мистецької кар'єри
Ярослав з дитинства мав сильний потяг до мистецтва. Спершу грав на саморобній скрипці, а згодом захопився малюванням і, відтак, прийняв рішення бути художником. Художнє мистецтво почав опановувати змалку - спершу малював вугіллям, олівцями, наміри були серйозні, тому в 14 років батько віддав його навчатися у Художню студію при будинку творчості у Львові. Першим вчителем з художнього мистецтва в Ярослава був Михайло Лантух, який мав харківську школу малярства. Згодом, ставши відомим художником, Ярослав підтримував стосунки з Михайлом Лантухом до останніх його днів.

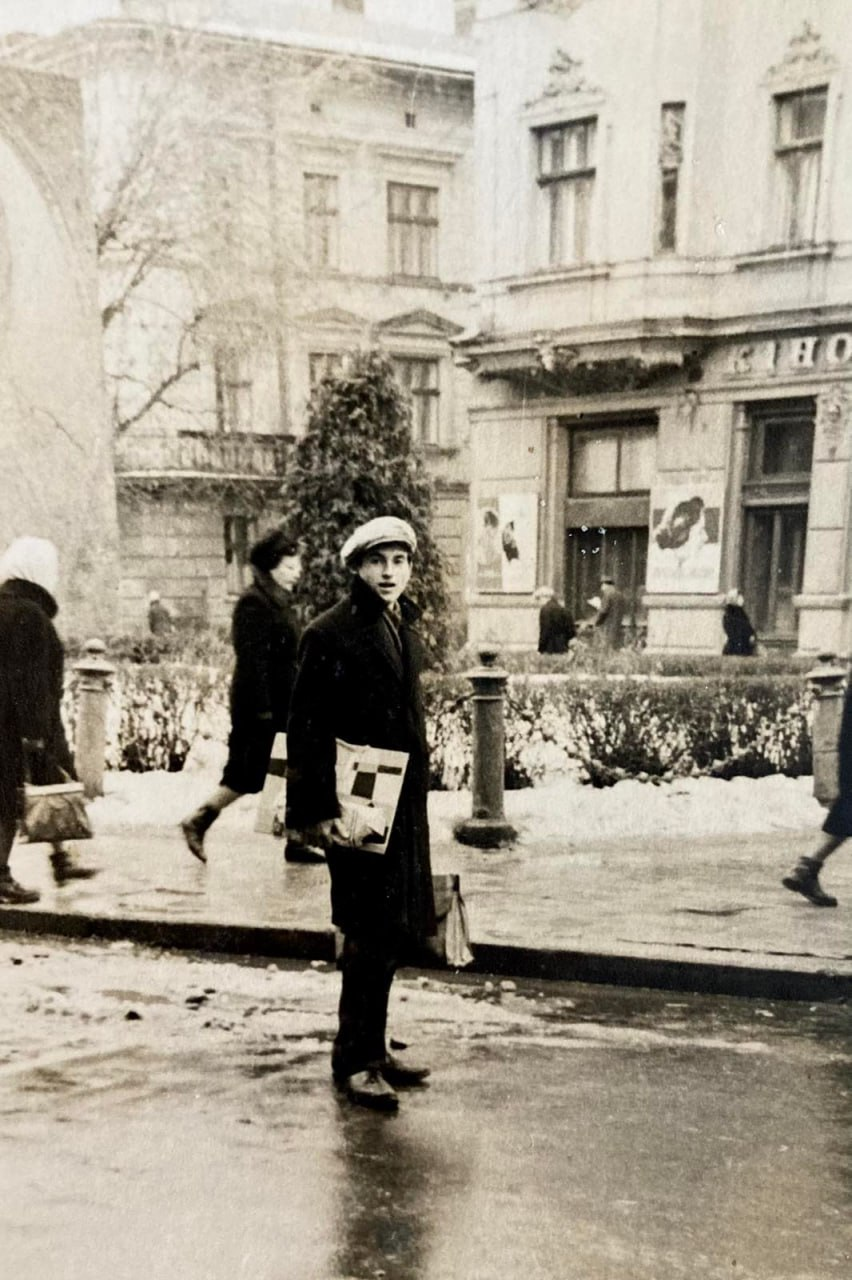
Ярослав Крук у студентські роки. Світлина 1960-х р.

У 1963 році Ярослав вступив у Львівське училище прикладного мистецтва ім. Івана Труша, де навчався у видатного львівського художника аквареліста, педагога Стефана Костирки на спеціальності «художній розпис» та отримав кваліфікацію художника-майстра, закінчивши училище у 1968 році. У 1969 – 1975 рр. навчався у Львівському Державному Інституті Прикладного та декоративного мистецтва (сьогодні: Львівська національна академія мистецтв) на спеціальності «Декоративно-прикладне мистецтво», вчителями були український скульптор, майстер художньої кераміки М. Гладкий,  український радянський живописець і педагог Максисько Теофіл Степанович та український мистецтвознавець, педагог, Заслужений діяч мистецтв України В. Овсійчук. Ще під час навчання йому пророкували велике майбутнє легендарні художники Роман Сельський, Зеновій Кецало...
У 70-80-х роках танцював в Заслуженому вокально-хореографічному ансамблі України "Галичина" (м. Львів). Створював ескізи костюмів для вистав до виготовлення. Наприкінці 80-х проживав у м. Ленінград (Росія), де багато часу проводив в музеях, та Ермітажі споглядаючи картини. Ярослав приходив та сідав перед картиною і сидів так годинами, захоплюючись і вивчаючи кожен мазок. Так картину «Останній день Помпеї» він споглядав кілька днів підряд. Вдома мав бібліотеку репродукцій видатних художників, які регулярно протягом життя переглядав годинами, вивчаючи. Щиро захоплювався мистецтвом талановитих художників. В цей період художник ще шукав свій жанр, малюючи на різну тематику, та вже тоді було створено чимало акварельних пейзажів та портретних рисунків.

### Розквіт діяльності

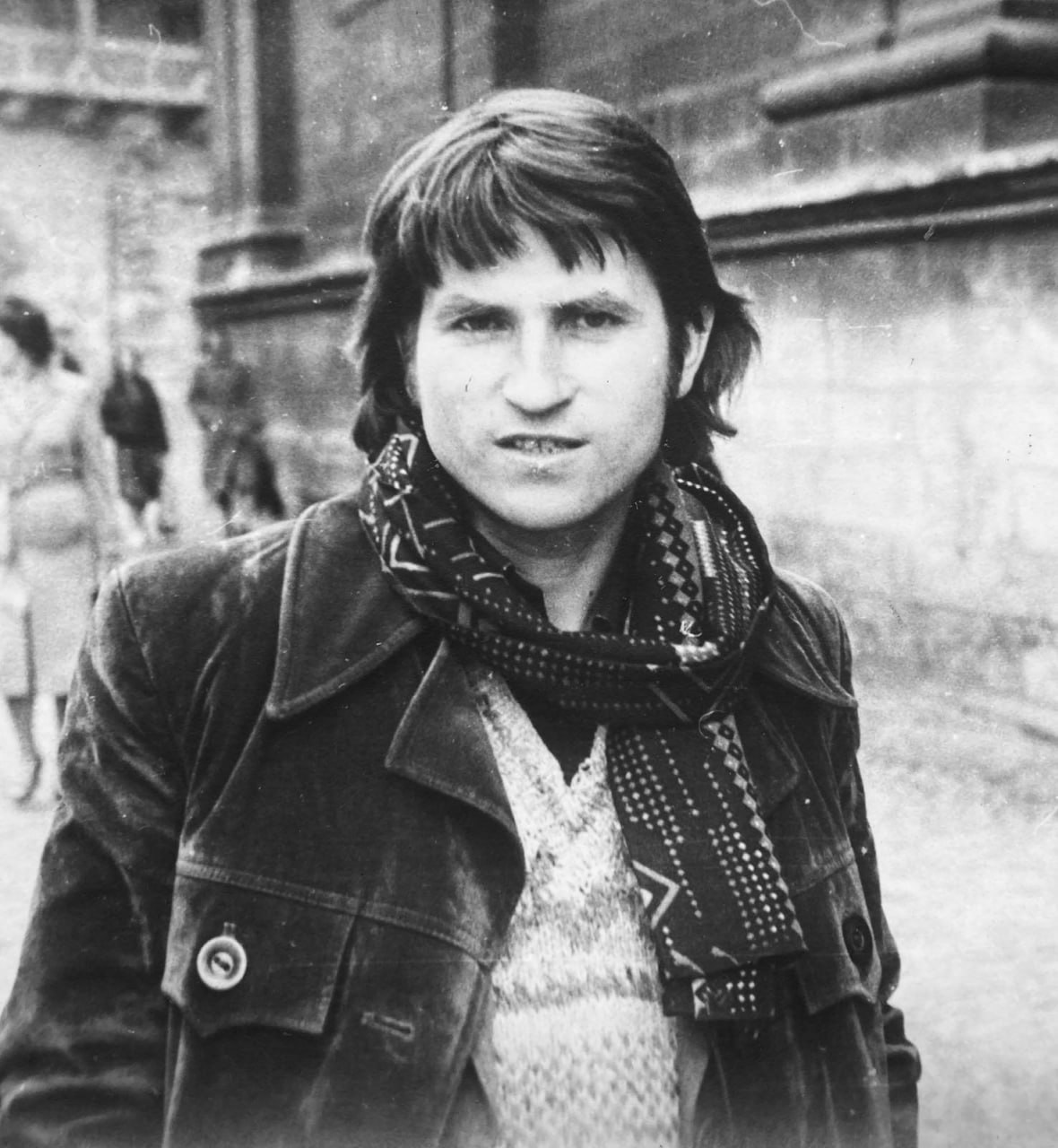
Ярослав Крук біля Інституту «Укрзахід-проектреставрація» 1970-ті р.

Під час роботи у Львівському художньо-виробничому комбінаті отримав приміщення під художню майстерню на горищі будинку №5 (колишня кам'яниця Ганлівська) на площі Ринок, де почав мешкати до 2005 року, і малювати в стилі імпресіонізму і романтизму. Протягом цього періоду перебував в середовищі мистецької богеми де зустрічався з творчими людьми свого часу: художниками, поетами, письменниками, музикантами, співаками. Серед них були Степан Тарасович, Павло Федюк, Роман Федорів. Через богемне життя удень, Славко часто малював вночі, через що більшість робіт художника тяжіли до темних тонів, так він отримав від Романа Федоріва прізвисько «Митець з місячної ночі». В цей час і надалі Ярослав часто відвідував Оперу, обожнював її. Богемний період відзначився великою кількістю робіт, зокрема в жанрі ню, жіночих образів, видів Львова а також портретів відомих людей, серед них: консула Ярослава Наконечного, композитора Мирослава Скорика, письменника Богдана Левика, соліста оперного театру Степана Тарасовича.
У житті Славка було і велике кохання, і довготривалі стосунки, та Мистецтво завжди беззаперечно було на першому місці. Через що страждала і особиста частина життя і фінансова, адже там треба було відповідати очікуванням партнерів та суспільства. Стиль художника в цей період тяжів до експресіонізму, та імпресіонізм і романтизм зберігався.

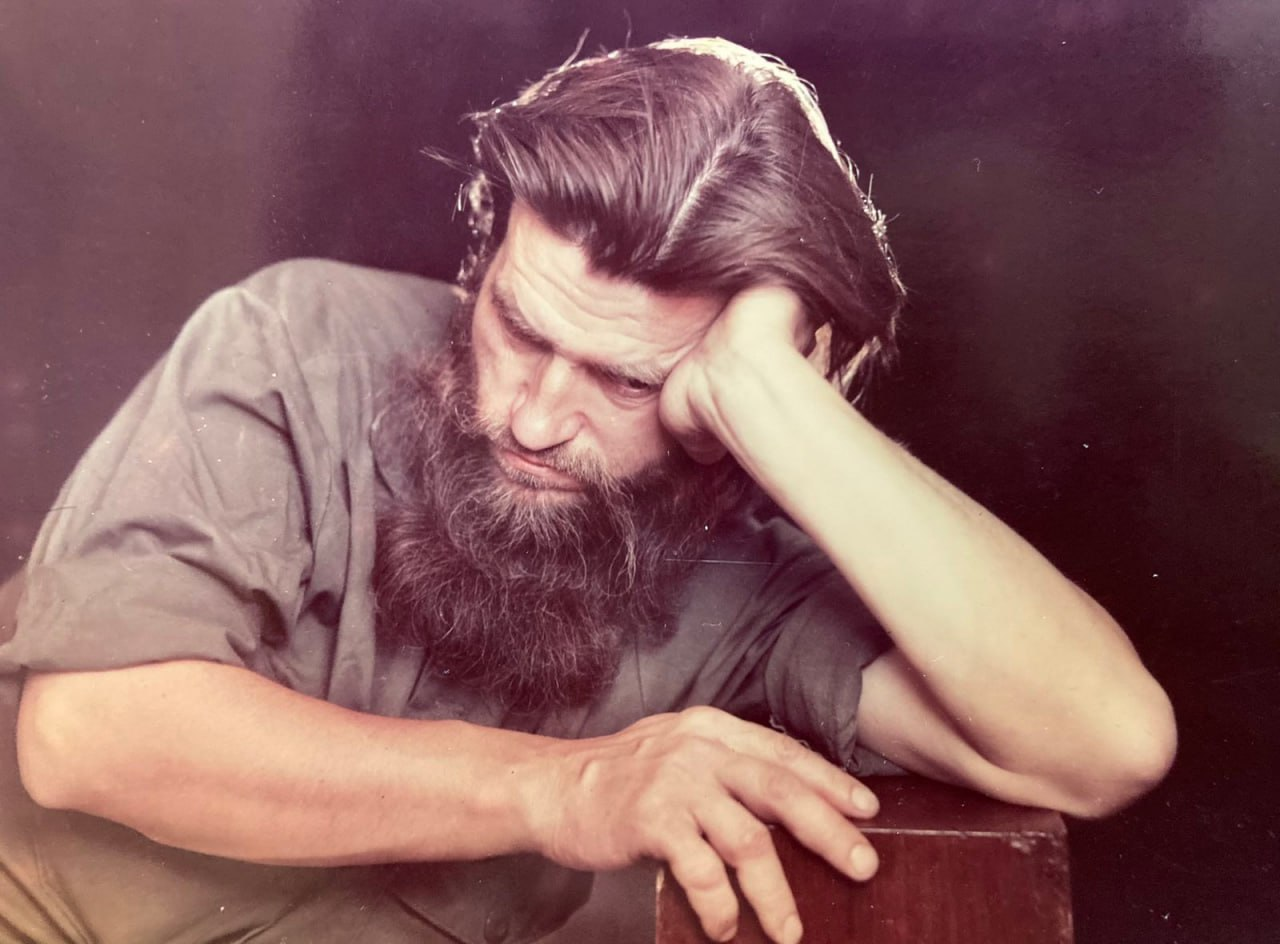
Ярослав Крук e 1980-х рр.

Ярослав Крук протягом життя хотів іти своїм власним творчим шляхом, не зраджуючи собі, розвиваючи власний неповторний стиль, який сформувався доволі рано. Через це він так і не приєднався до жодної мистецької організації чи гурту, хоча мав численні знайомства і дружні стосунки, та не одноразово мав виставки, зокрема у Львівському Палаці Мистецтв та Спілці Художників. Художник Ярослав Крук вільно володів різними техніками: олія, темпера, акварель, пастель, і працював у різних жанрах (пейзаж, портретний живопис і рисунок, ню), але в підсумку прославився як майстер імпресіоністичного і романтичного портрету.
Ярослав Крук, попри свою відкритість, товариськість та сумбурну купу друзів, знайомих, все ж залишався загадковим самітником, який полюбляв несподівано й надовго зникати, тікаючи від метушні і марнот великого міста, щоби якийсь час перебувати в своєму світі, начерпатися небесної сили й творити там... Творча спадщина Ярослава Крука нараховує понад дві тисячі полотен, серед яких є й такі, які, можливо, хтось вважав би незавершеними, але художник трактував їх інакше — полотна з недосказаністю, створені в пориві. Адже для Ярослава Крука творчість була стихією процесу, польотом, свого роду екстазом... Саме там, у рідній місцині, мав змогу ріднитися з природою, блукати полями, йти у ліси, аби послухати дерева – бо казав, що вони мають серце... (за Оксаною Сайко).
Помер на 77-му році життя від ускладнень викликаних діабетом 2 квітня 2024 року у Львові. Похований у рідному селищі Брюховичі на Круковій горі.

## ВИСТАВКИ
За свого життя Ярослав Крук мав небагато виставок (більшість з них відбулися у Львові), однак його творчість знали майже усі шанувальники мистецького Львова, оскільки Ярослав був надзвичайно оригінальним у своєму малярстві та ні на кого не схожим. Ярослав Крук був неперевершеним портретистом. Його портрети виконані вуглем, олівцем чи пастеллю, дуже тонко передають сутність людини.

### Участь у виставках:
1975 р. – Виставка творів молодих художників, м Київ.
1979-1980 рр. – Виставка творів художників західних областей України, м. Львів, м. Київ, м. Москва.
1984 р. – зональна виставка «Уренгай-Ужгород».
1985 р. – Республіканська виставка «Мальовнича Україна».
1987 р. – Обласна художня виставка «Осінній Салон».

### Персональні виставки:
1994 р. – Виставка у Спілці письменників, м. Львів.
1996 р. – Виставка у Спілці письменників, м. Львів.
1997 р. – Виставка у Спілці письменників, м. Львів.
1998 р. – Виставка у Спілці письменників, м. Львів.
1998 р. – Виставка  в Університеті ім. Івана Франка, м. Львів.
1998 р. – Виставка в музеї Релігії і Атеїзму, м. Львів.
1999 р. – Виставка в Будинку Архітектора, м. Львів.
1999 р. – Виставка  в Університеті ім. Івана Франка, м. Львів.
2000 р. – Виставка в Історичному Музеї, м. Львів.
2000 р. - Виставка у Пороховій Вежі, м. Львів.
2019 р. – Виставка в Палаці Мистецтв, м. Львів.

## ГАЛЕРЕЯ(вибране)
Більшість робіт Ярослава Крука не мають назв... Якось, під час чергової виставки у Спілці письменників (1998 р.) у своєму інтерв'ю, художник прокоментував Надії Мориквас (на її запитання "Чому ваші картини без назв?") таке: "Тобто вони без підписів. Я знаю назви, але не підписую роботи, щоб кожен прочитав їх по своєму.")

### Рідня

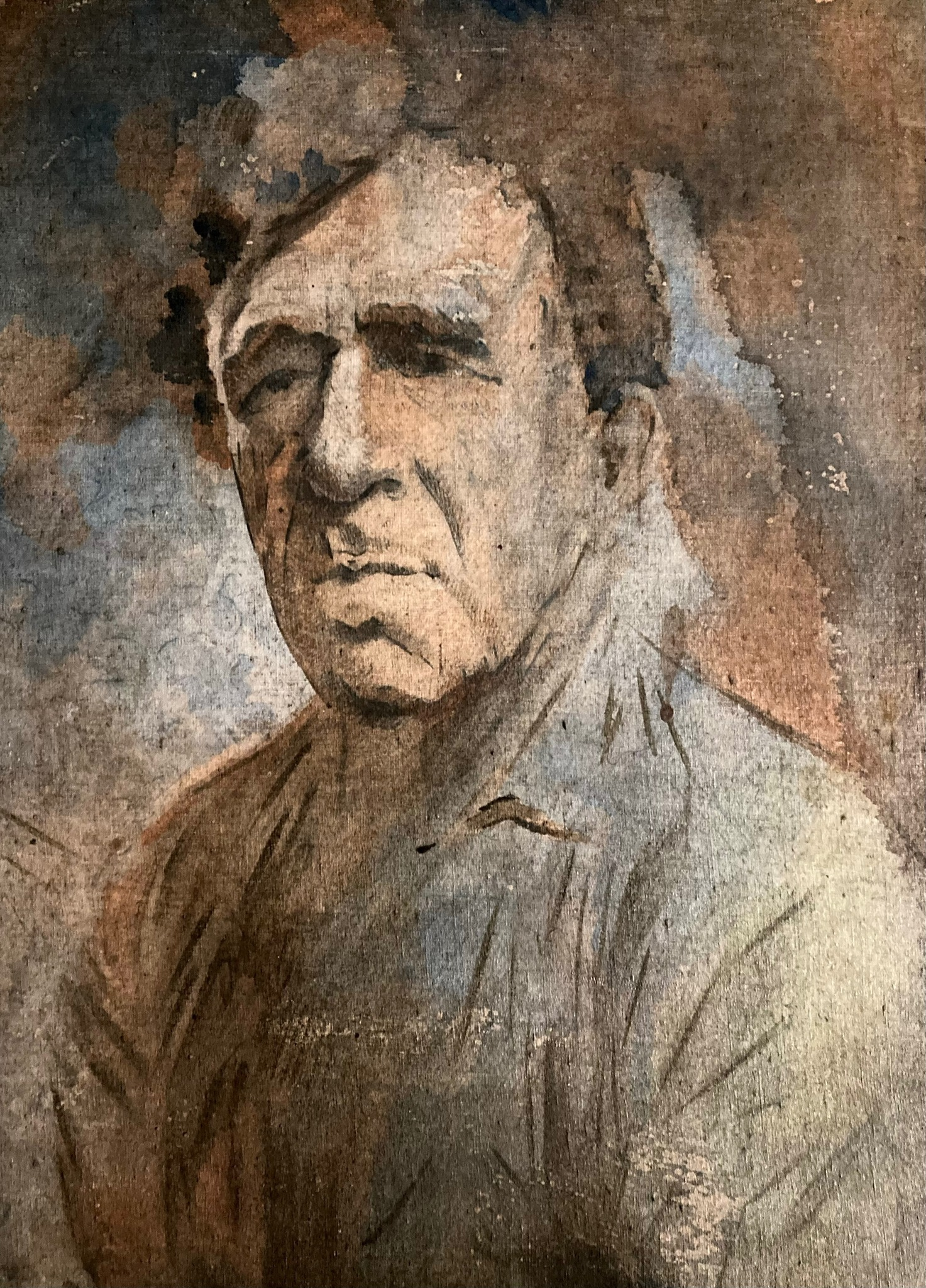
«Батько», 1978 р.
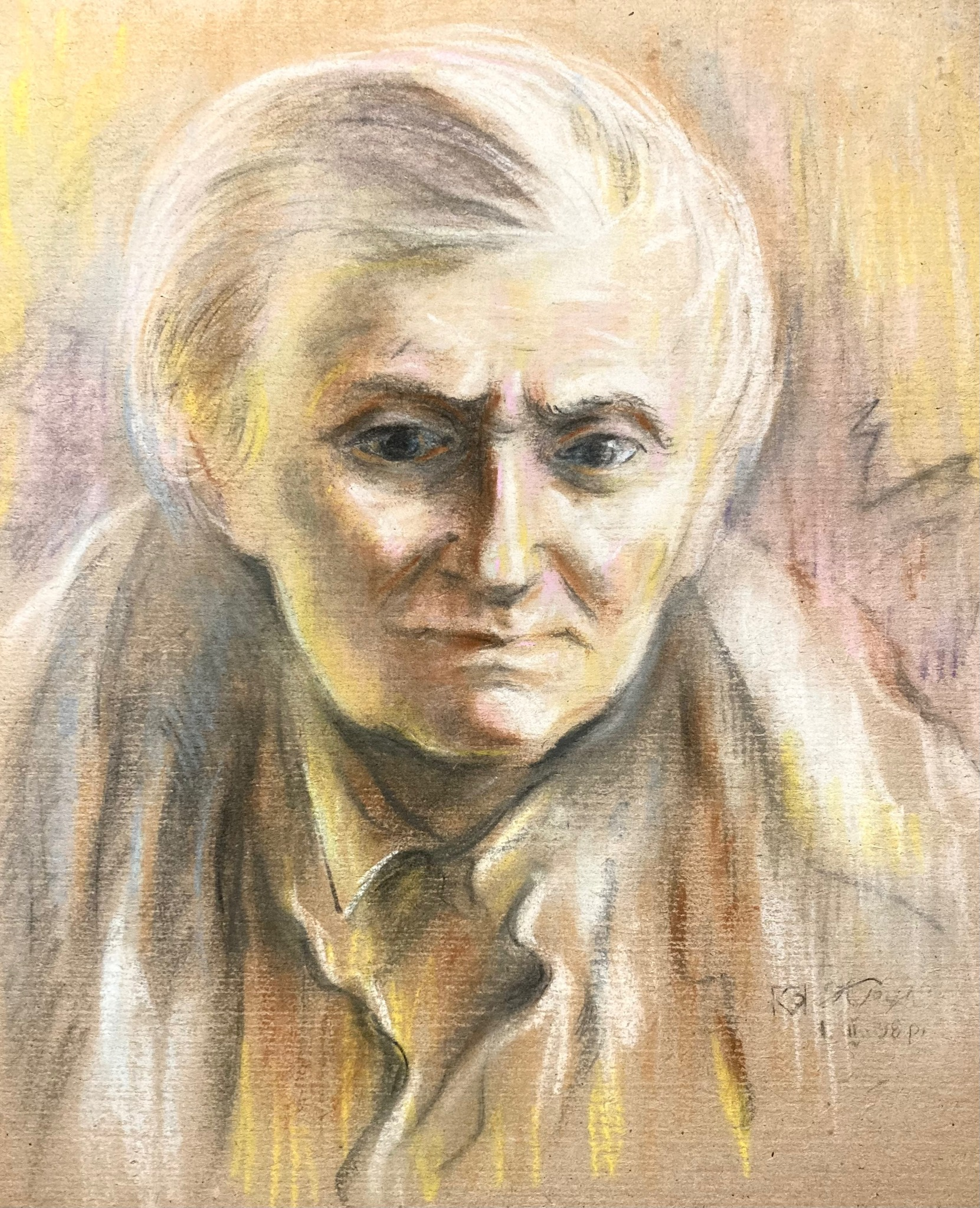
«Мама», 1998 р.
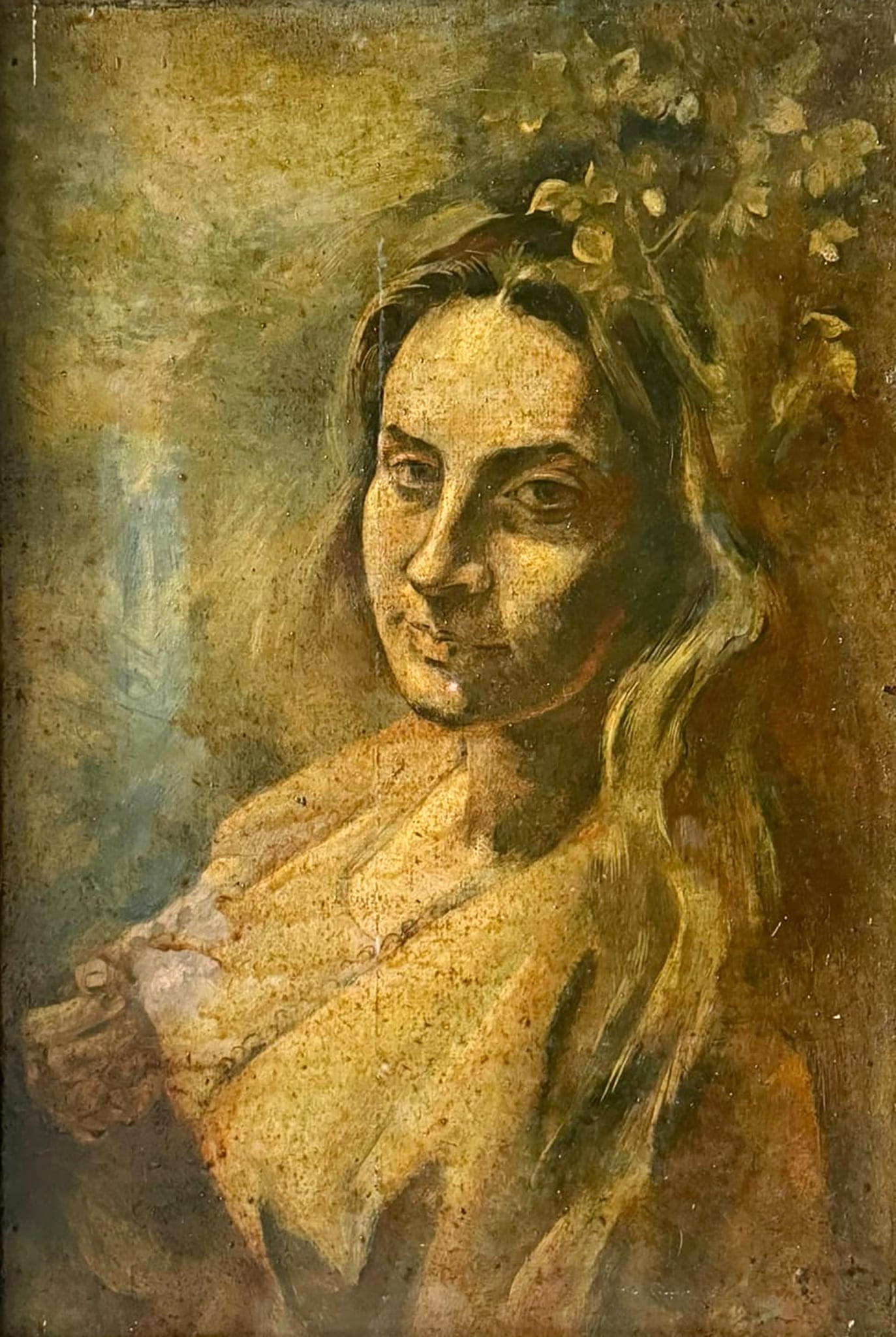
«Сестра Галина», 1979 р.
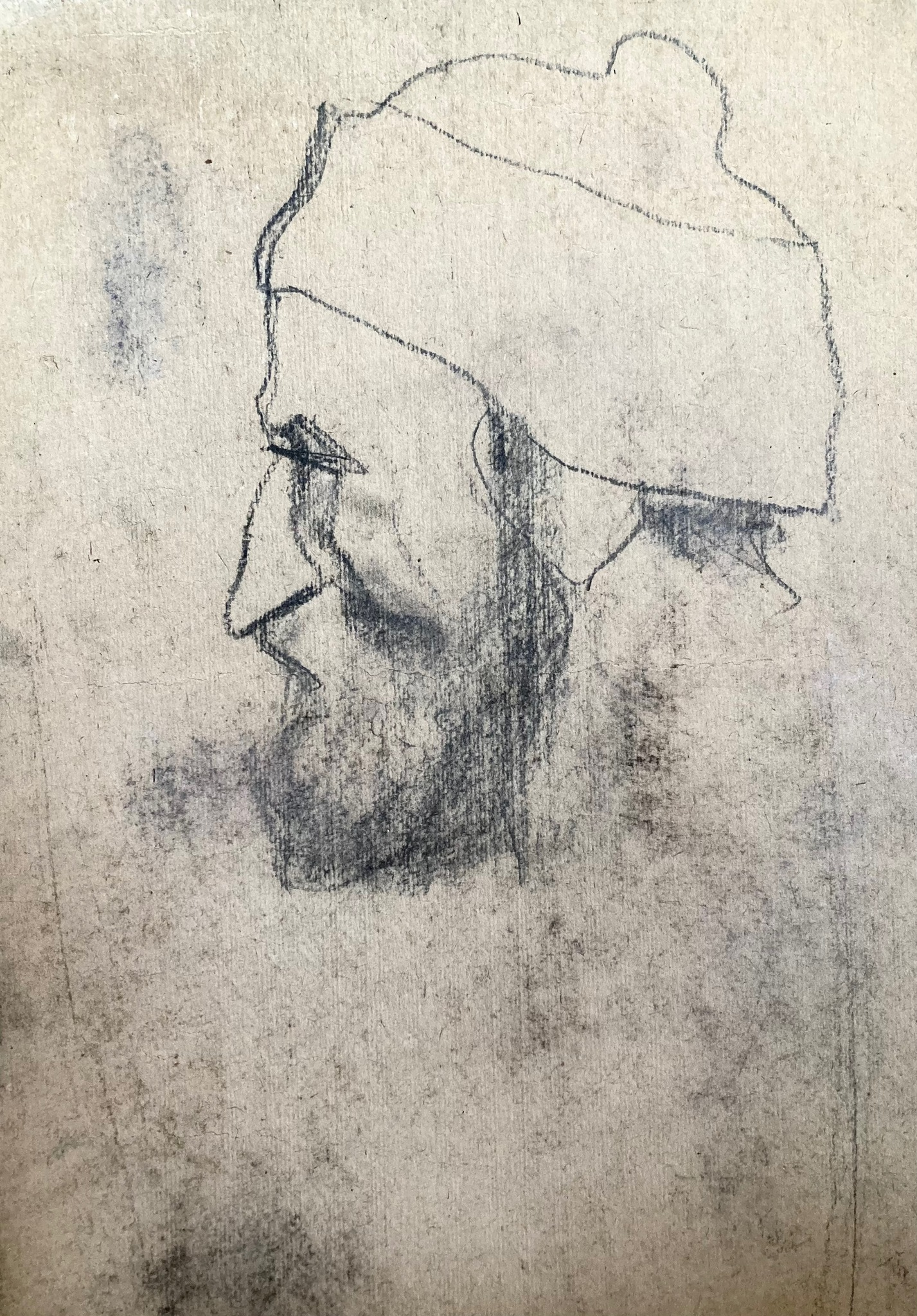
«Автопортрет», 2010 р.

### Храми

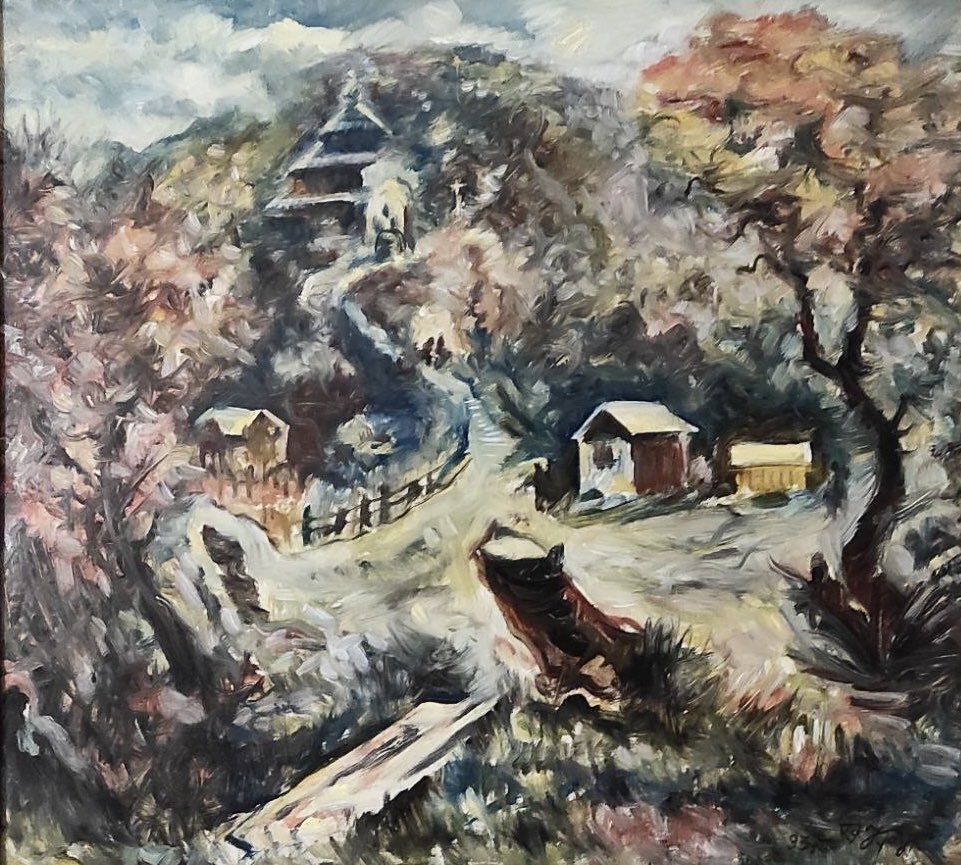
«Церква на горі», 1993 р.
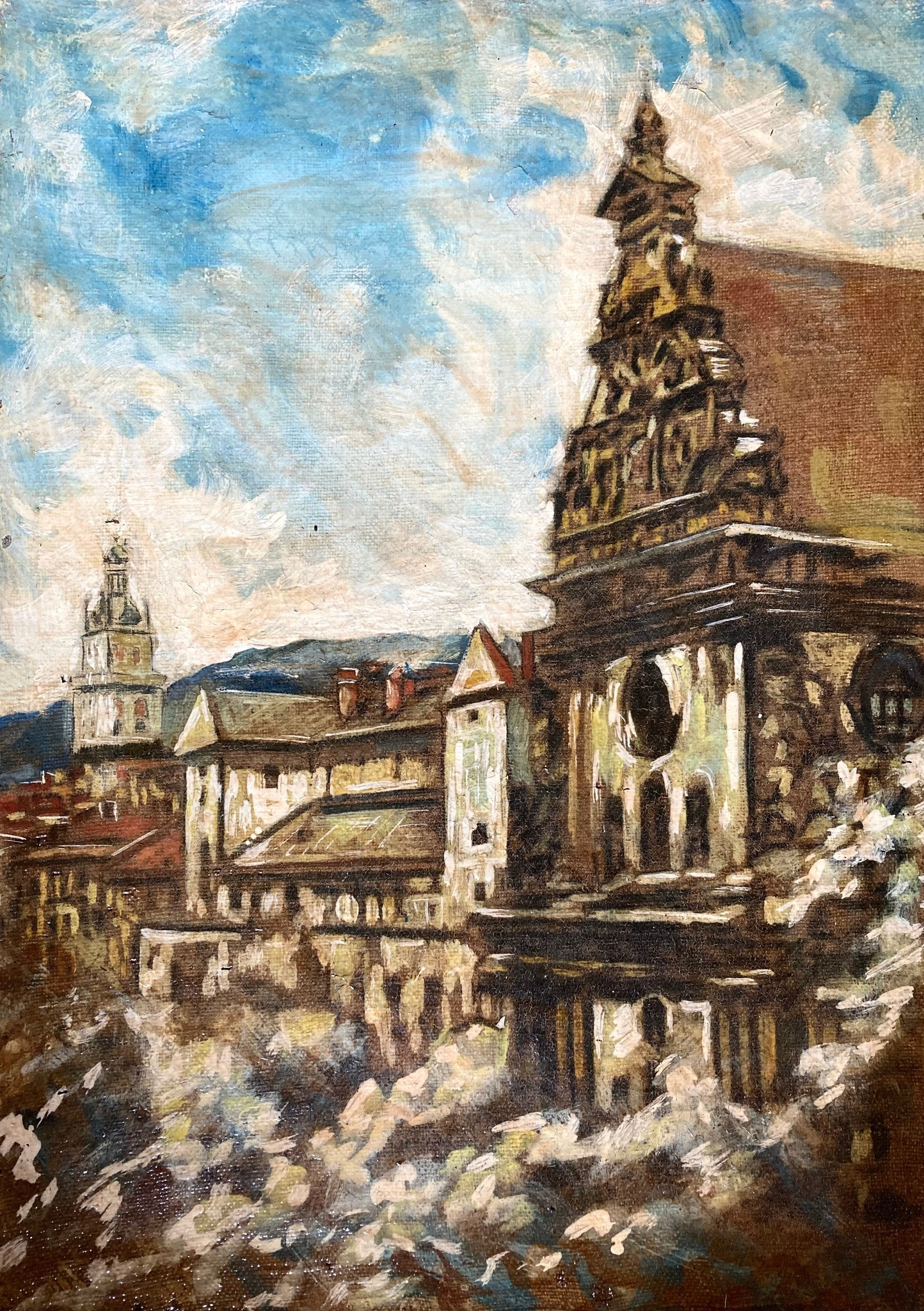
«Церква Св. Андрія» (Монастир бернардинів, м. Львів), 1993 р.
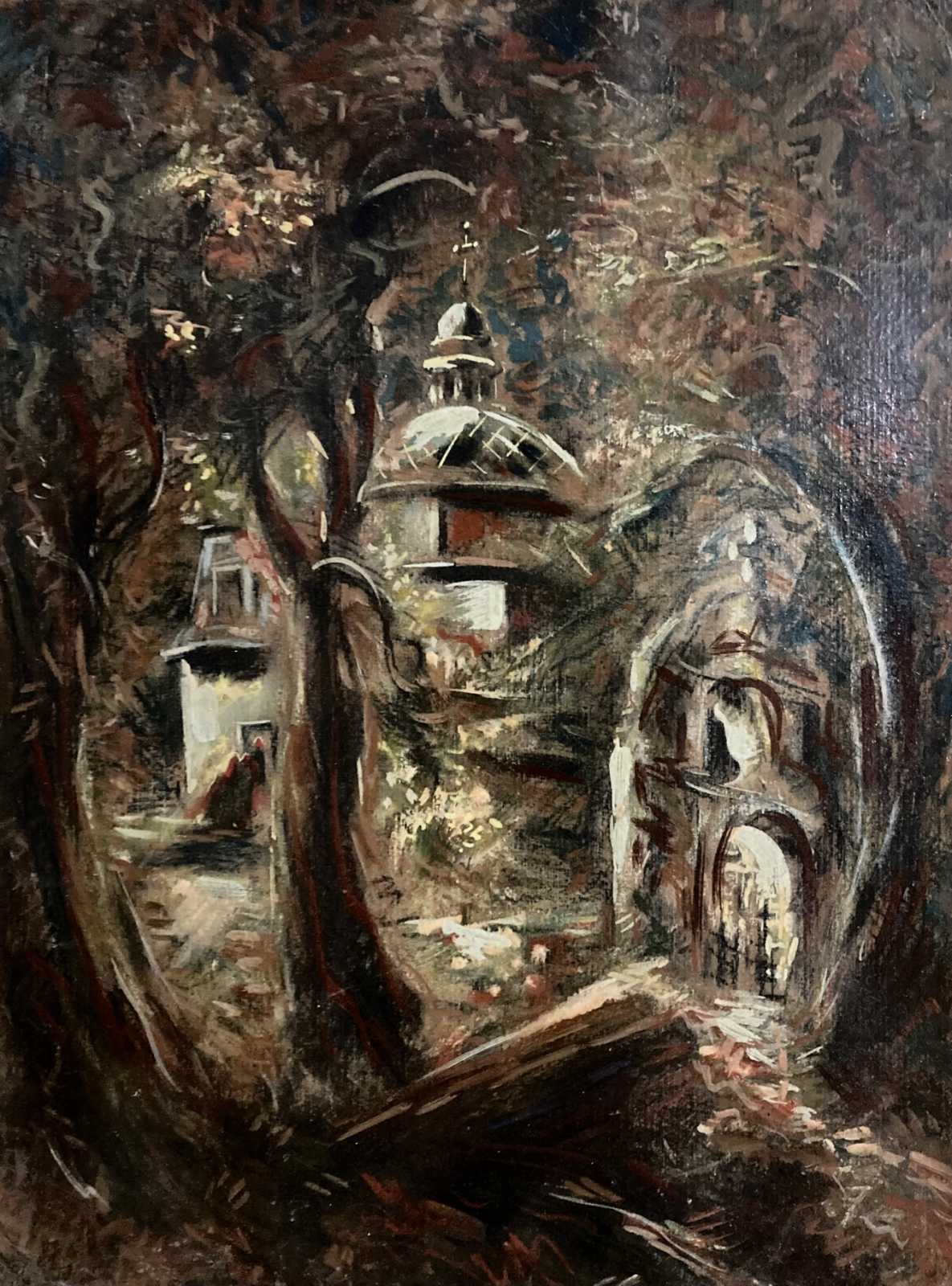
«Вечір біля церкви», 2002 р.
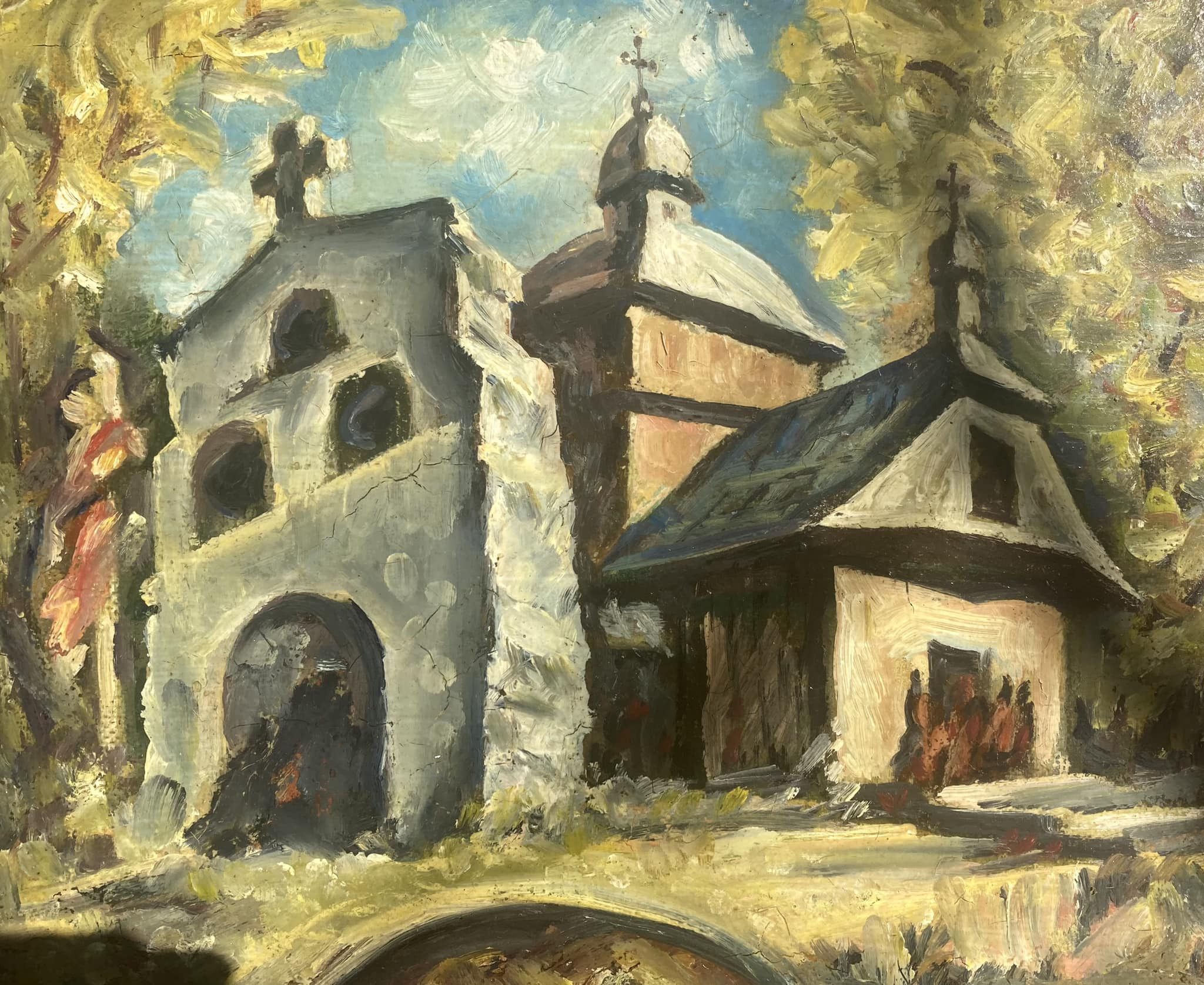
«Церква Пресв‘ятої Трійці на Гамульці» (с. Воля-Гомулецька, Львівська МГ), 2002 р.

### Сільські мотиви

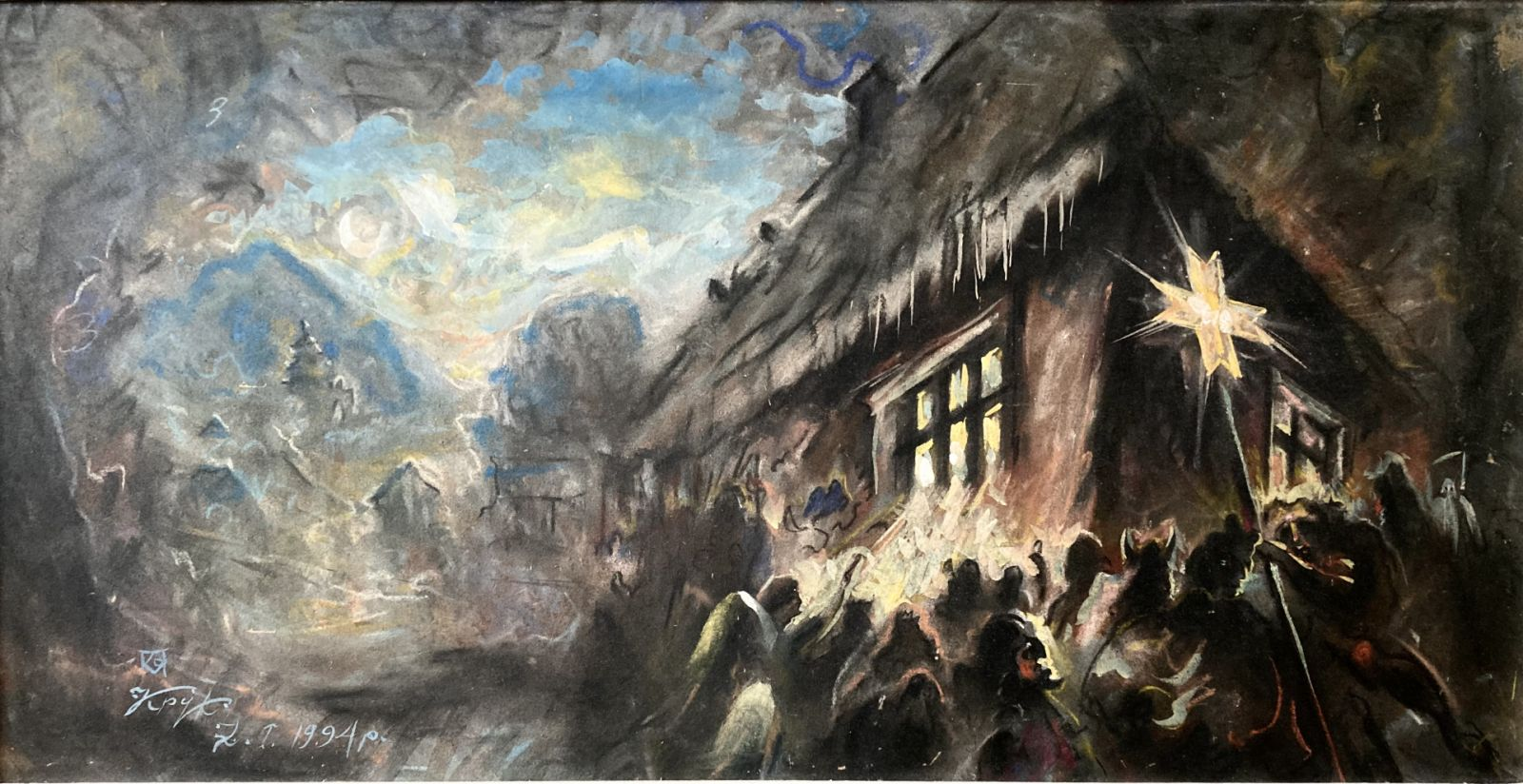
«Вертеп», 1994 р.
«Хата в селі», Дата невідома
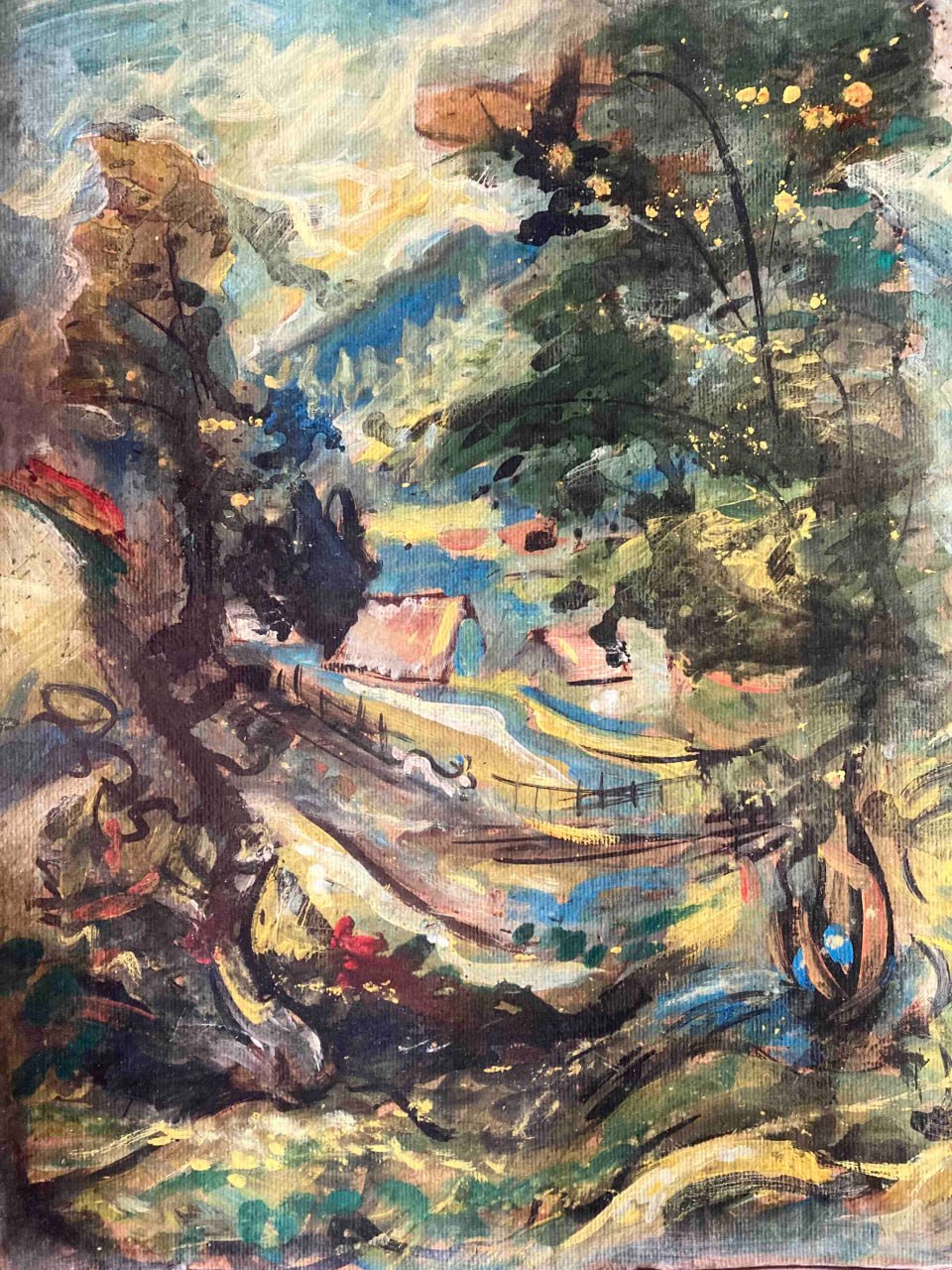
«Гірське село», Дата невідома
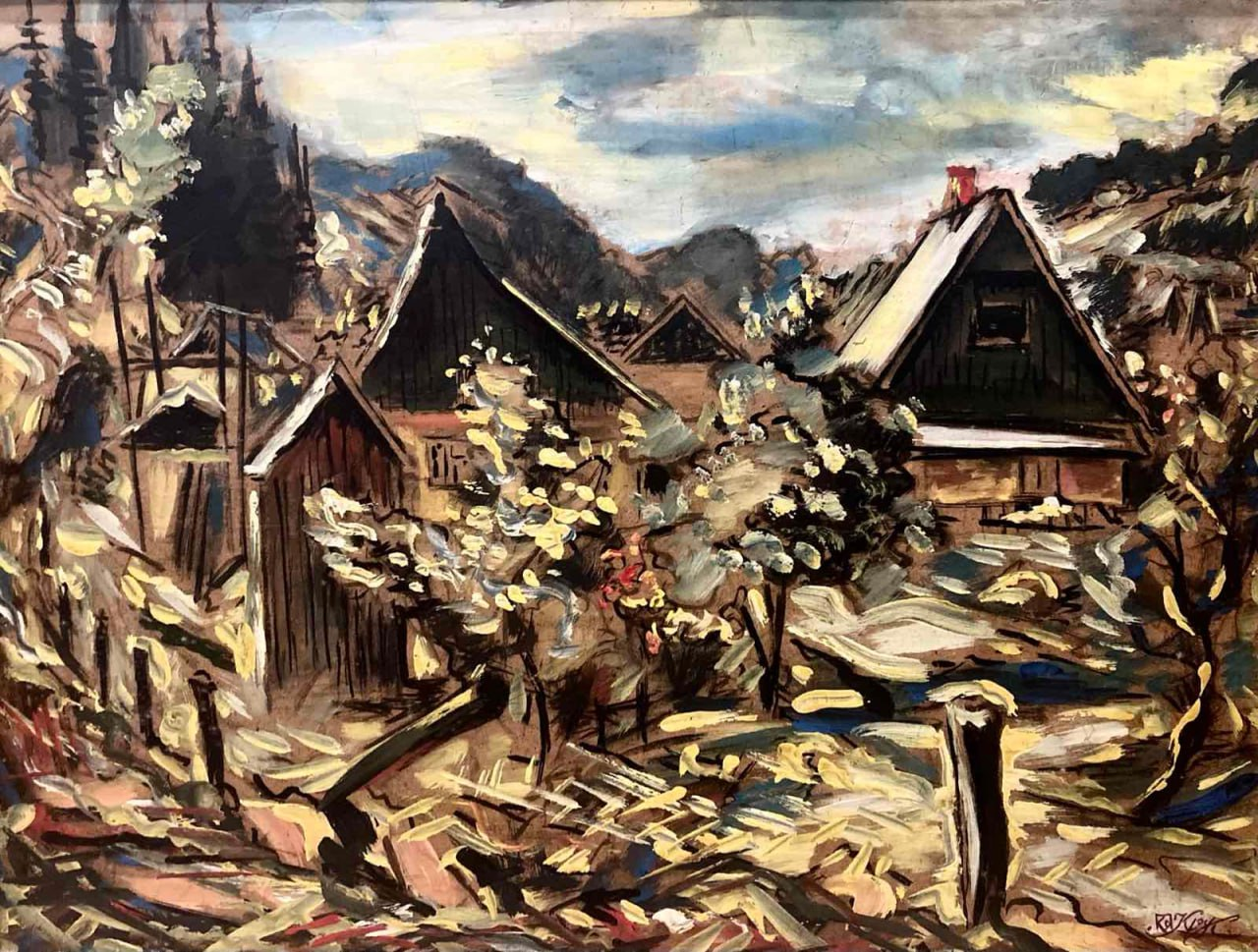
«Сільський пейзаж», Дата невідома
«Сільський пейзаж», Дата невідома
«Сільський пейзаж», Дата невідома

### Пейзажі

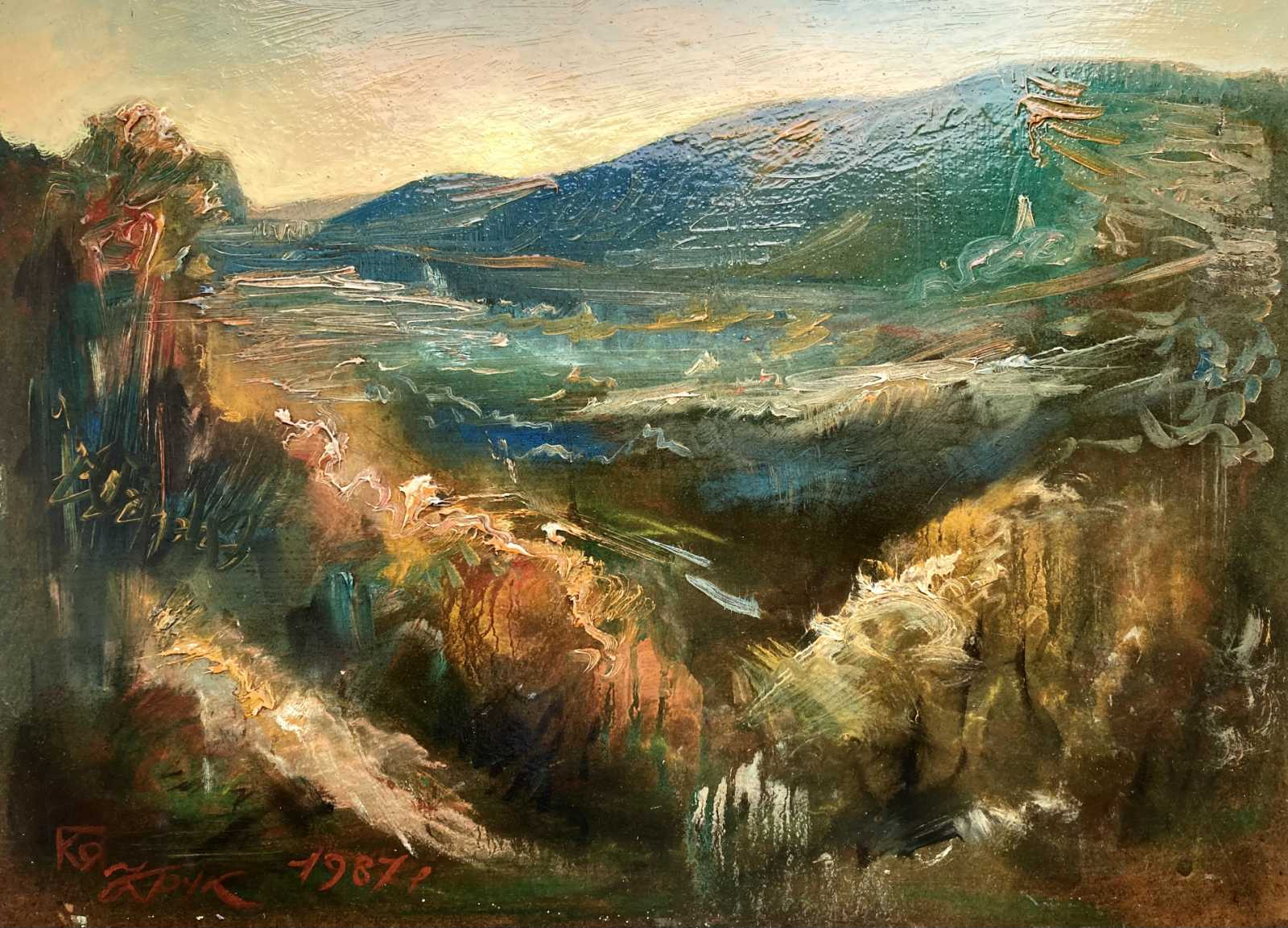
«Гірський пейзаж», 1987 р.
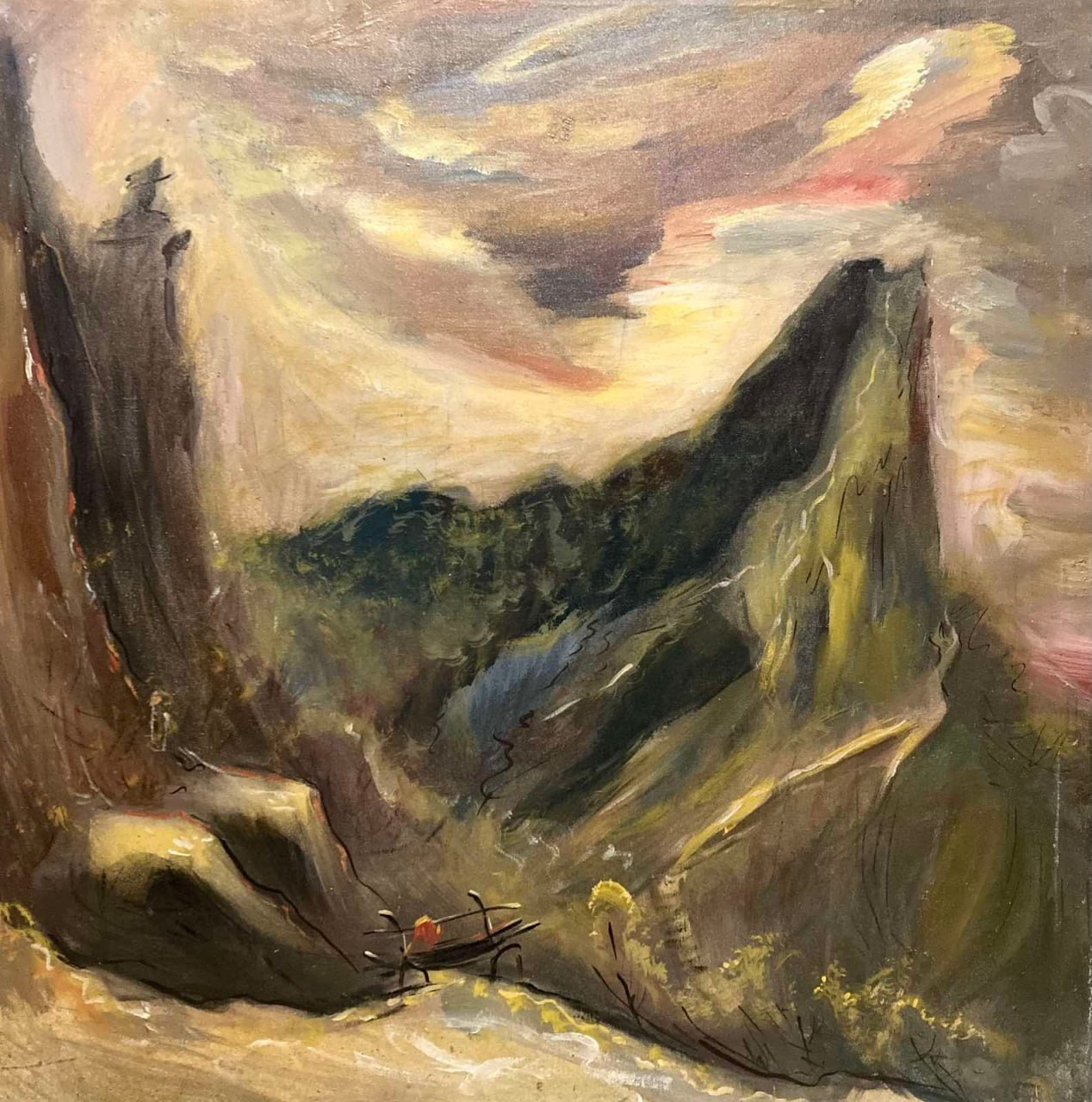
«Карпатський пейзаж», 2006 р.

### Ню
Роботи цього жанру виконані у 80-90-тих роках ХХ ст. Більшість картин жанру Ню не мають назв.

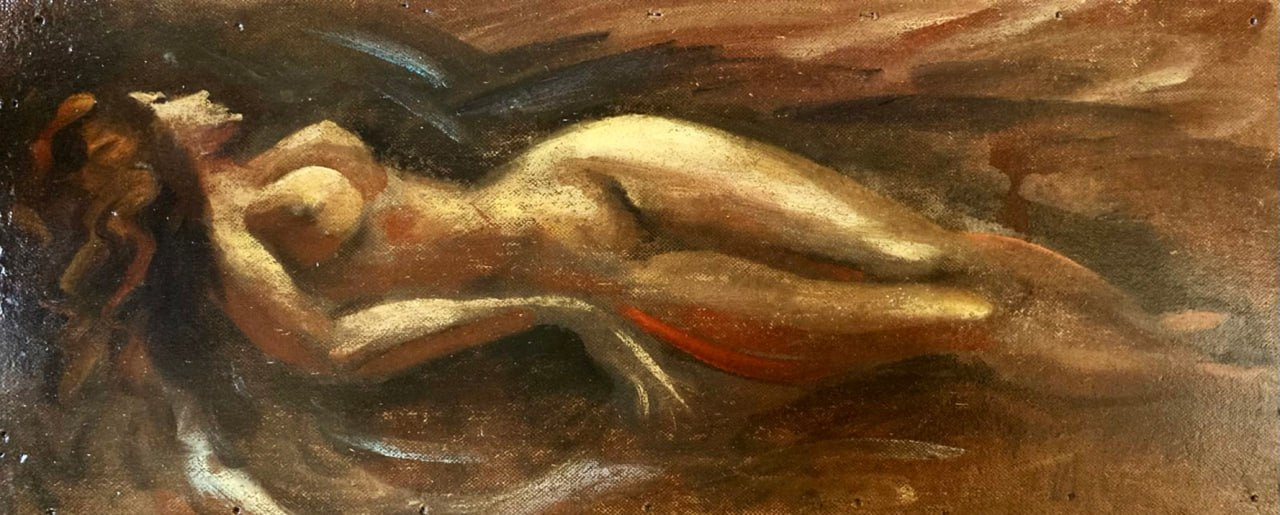
«Картина без назви», 1980-ті рр.
«Картина без назви», 1980-ті рр.
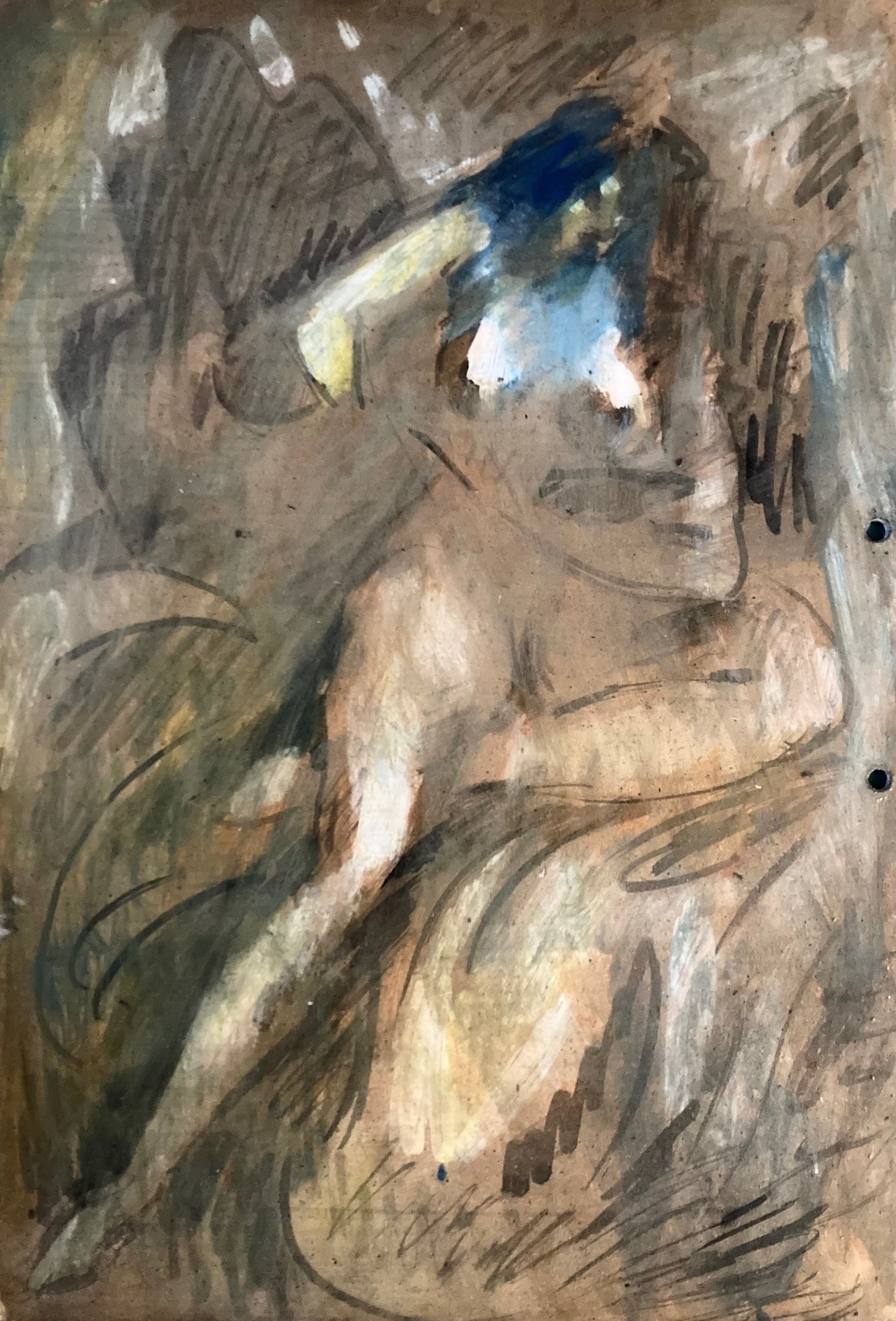
«Картина без назви», 1980-ті рр.
«Картина без назви», 1980-ті рр.
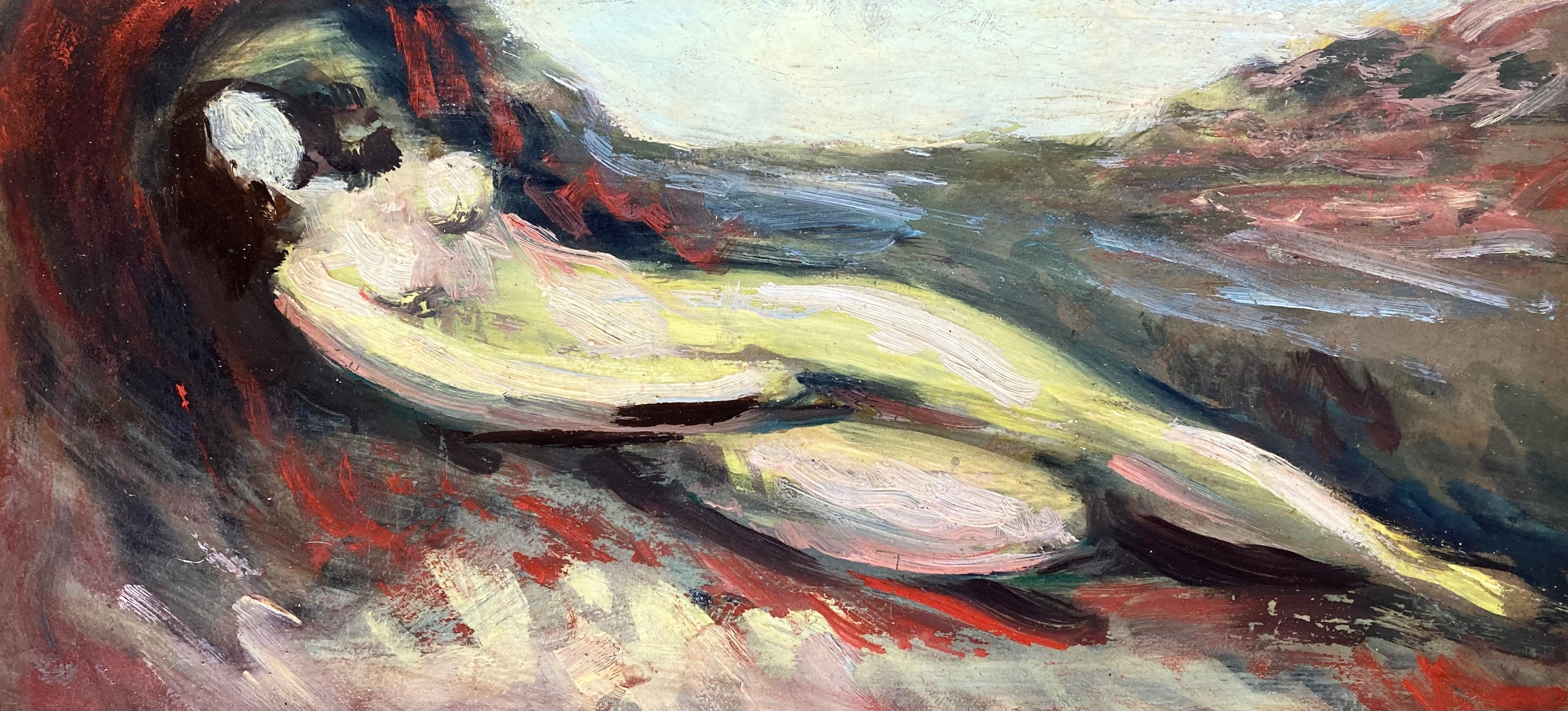
«Картина без назви», 1980-ті рр.
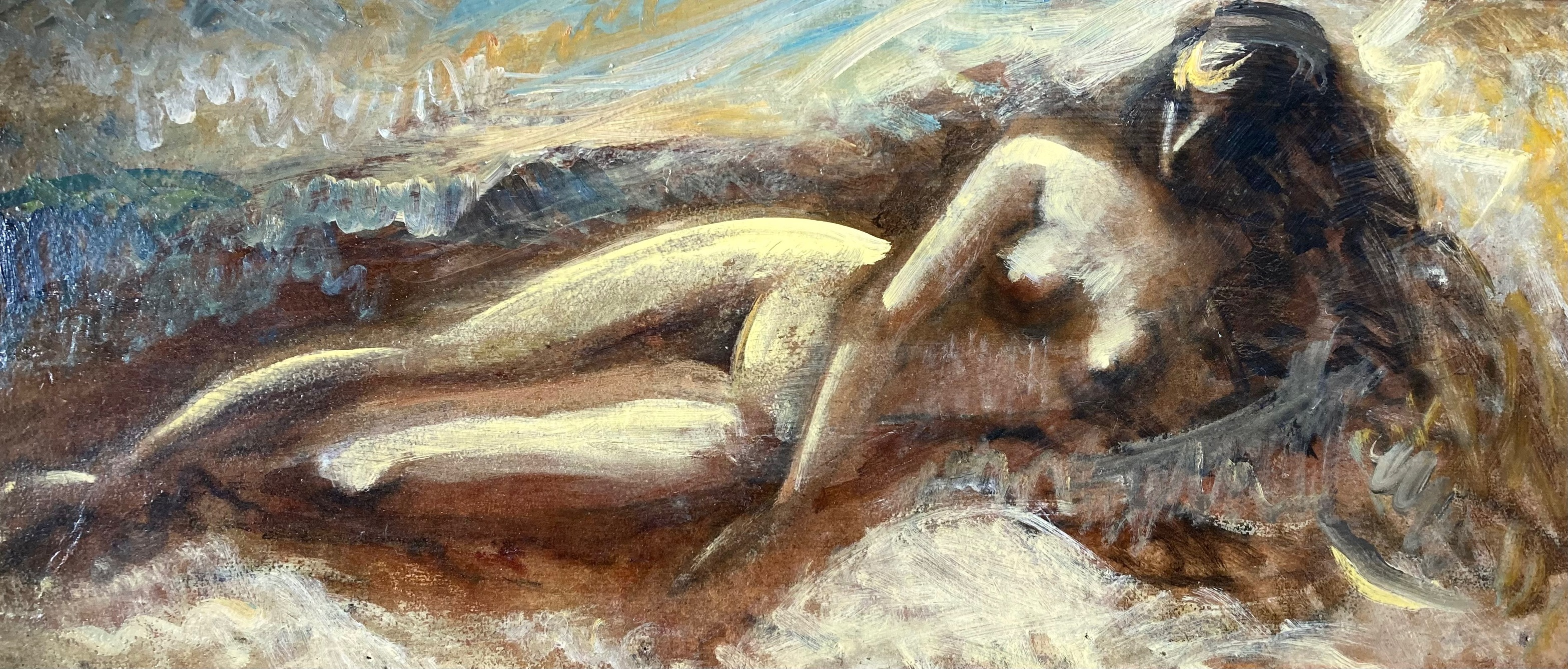
«Картина без назви», 1980-ті рр.
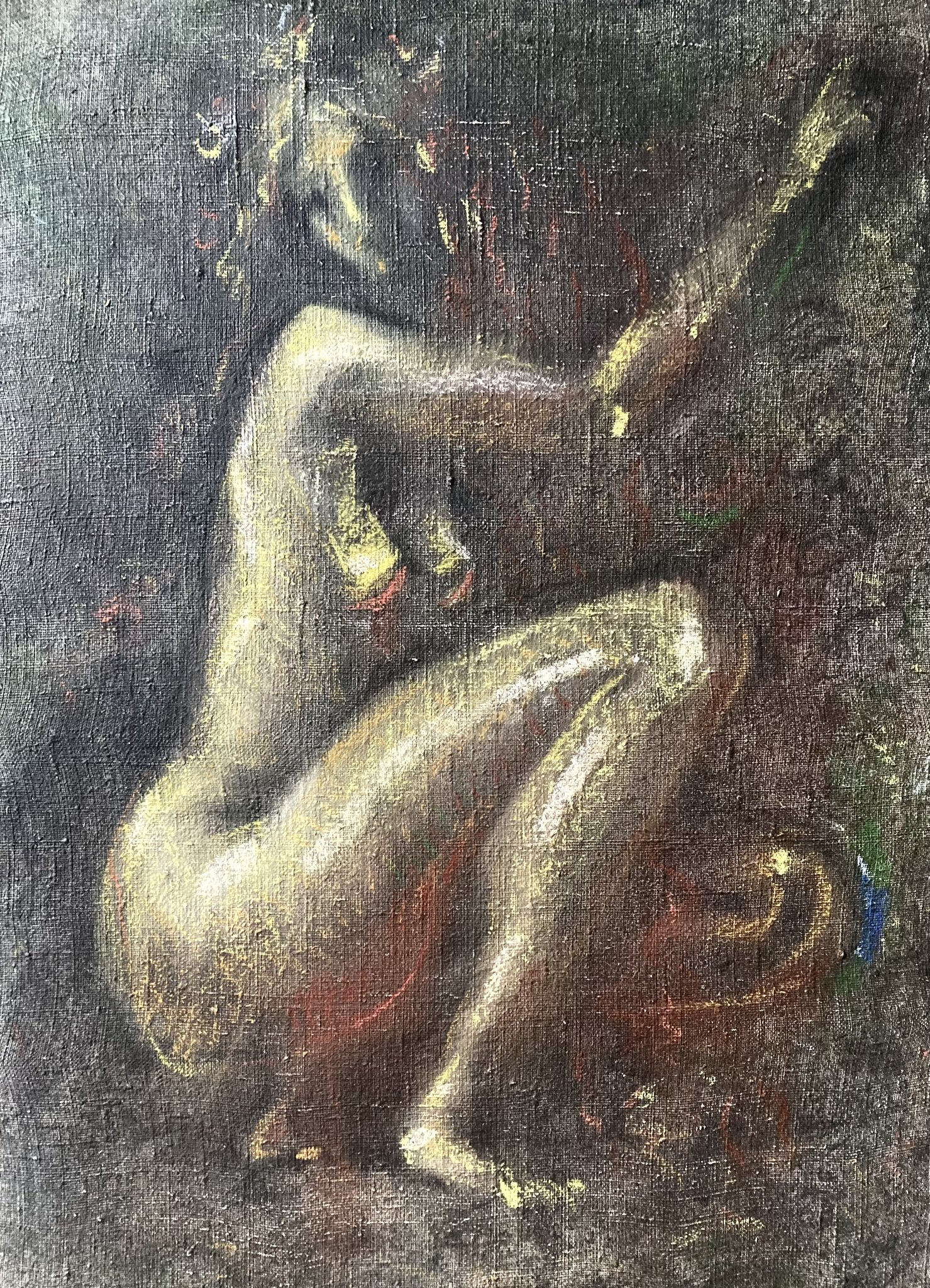
«Картина без назви», 1980-ті рр.
«Картина без назви», 1980-ті рр.
«Картина без назви», 1980-ті рр.
«Картина без назви», 1980-ті рр.
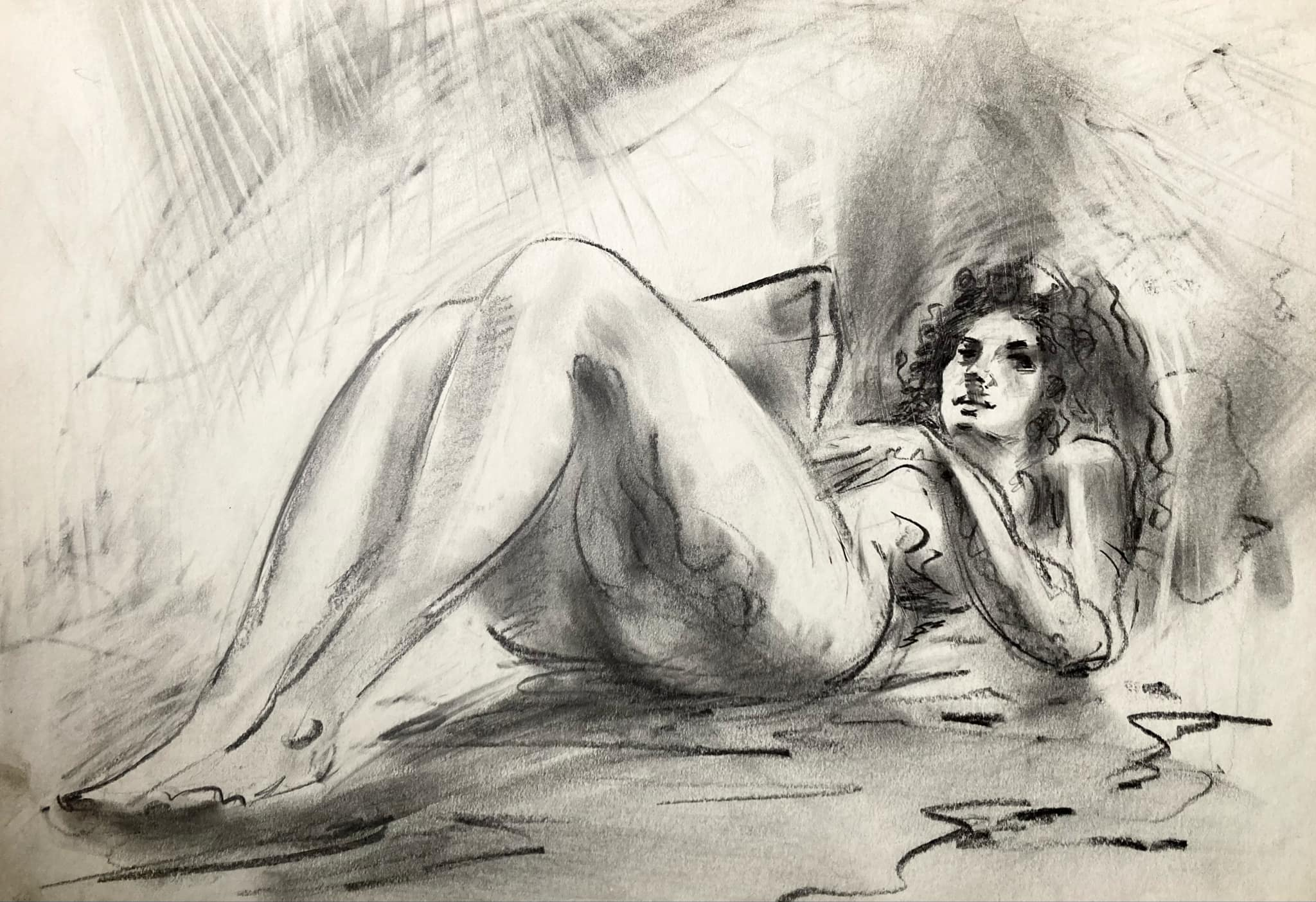
«Картина без назви», 1980-ті рр.
«Картина без назви», 1980-ті рр.
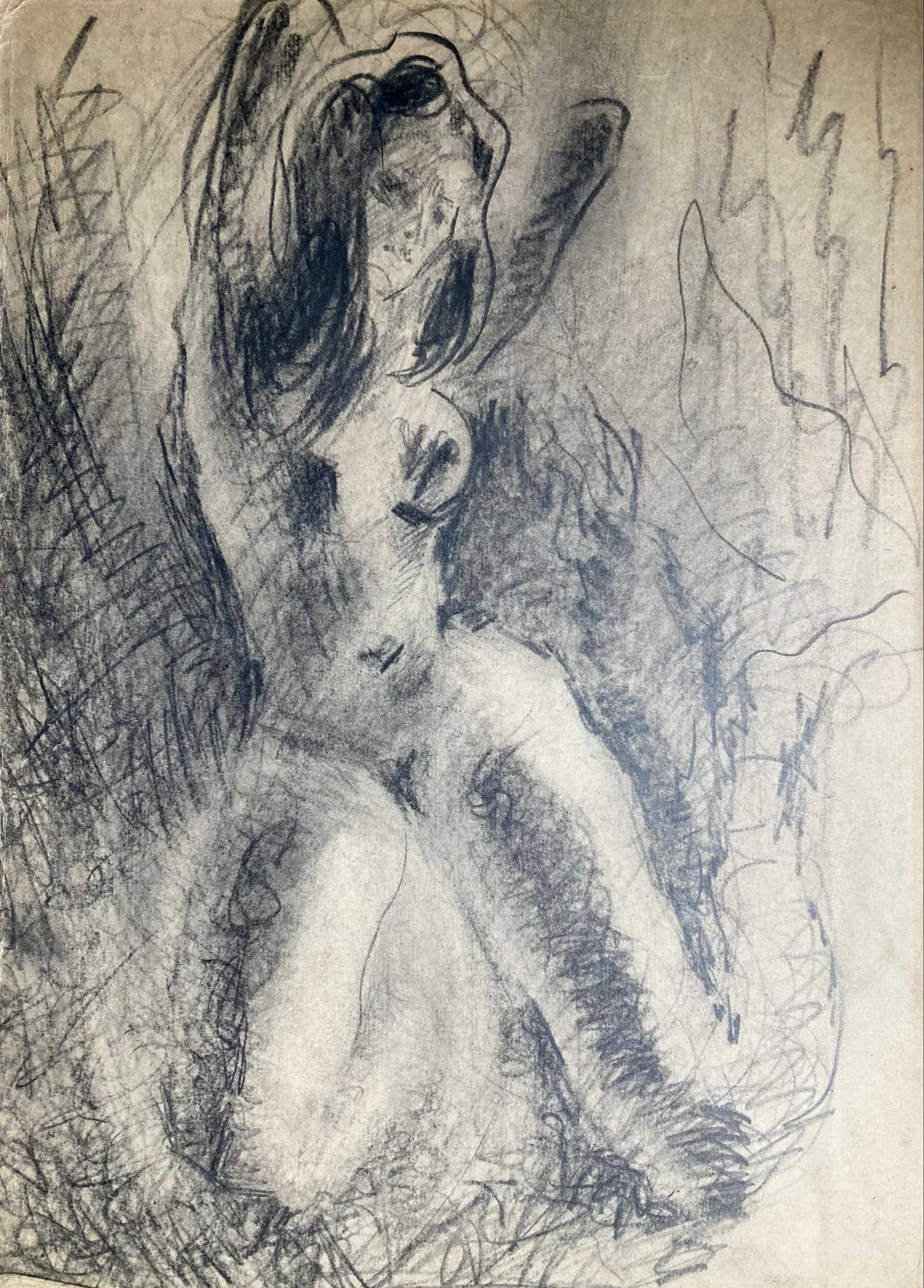
«Картина без назви», 1980-ті рр.
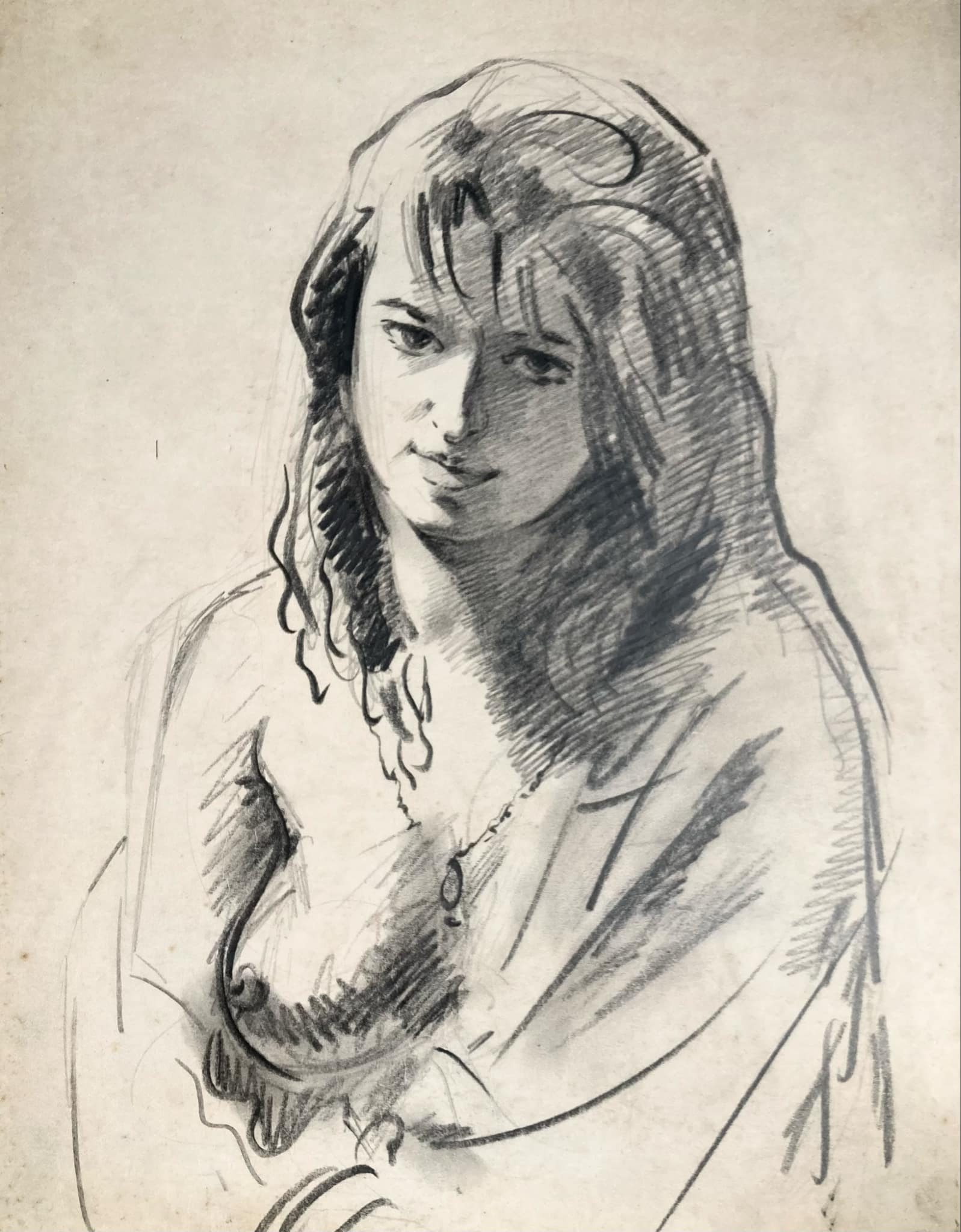
«Картина без назви», 1980-ті рр.
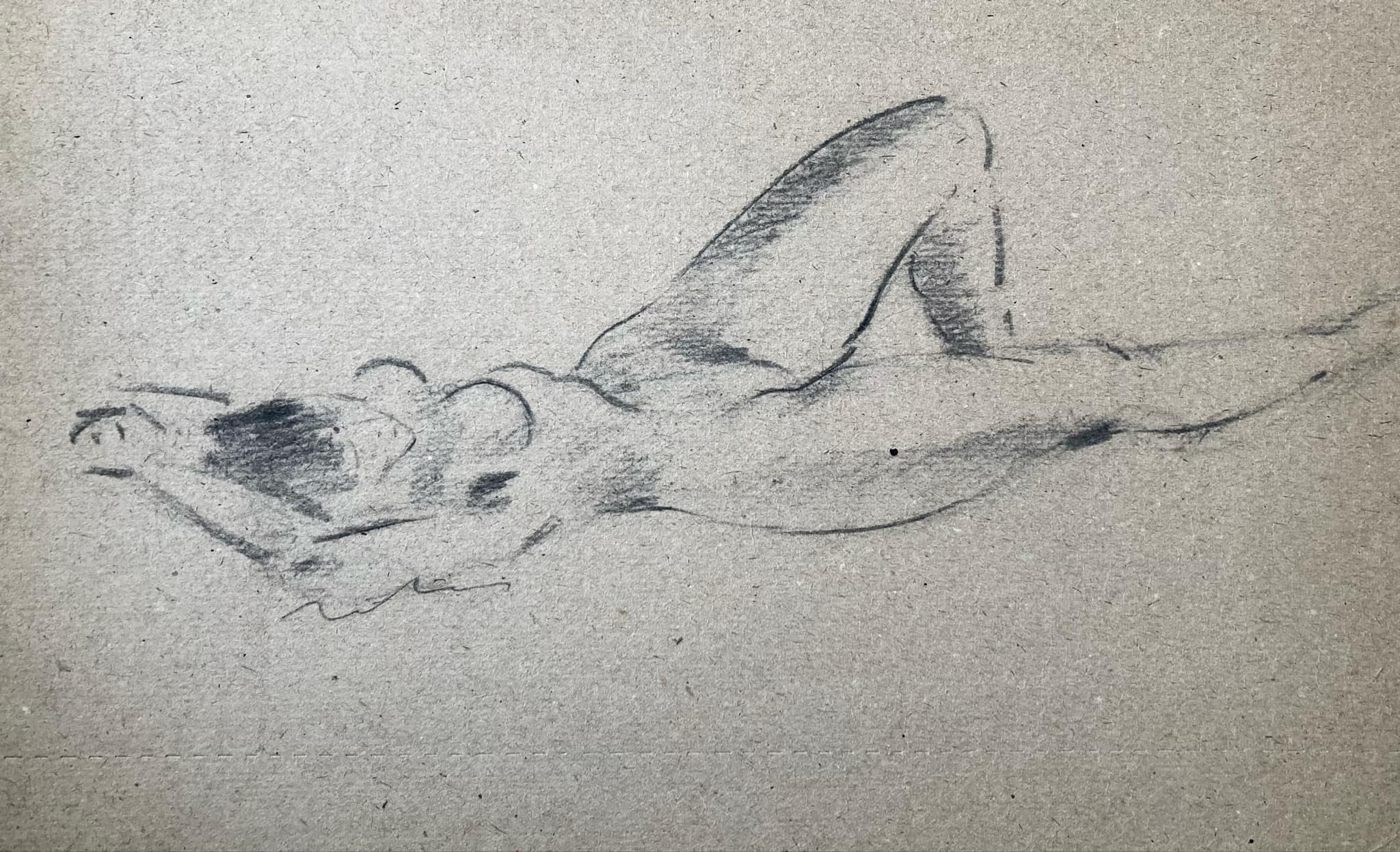
«Картина без назви», 1980-ті рр.
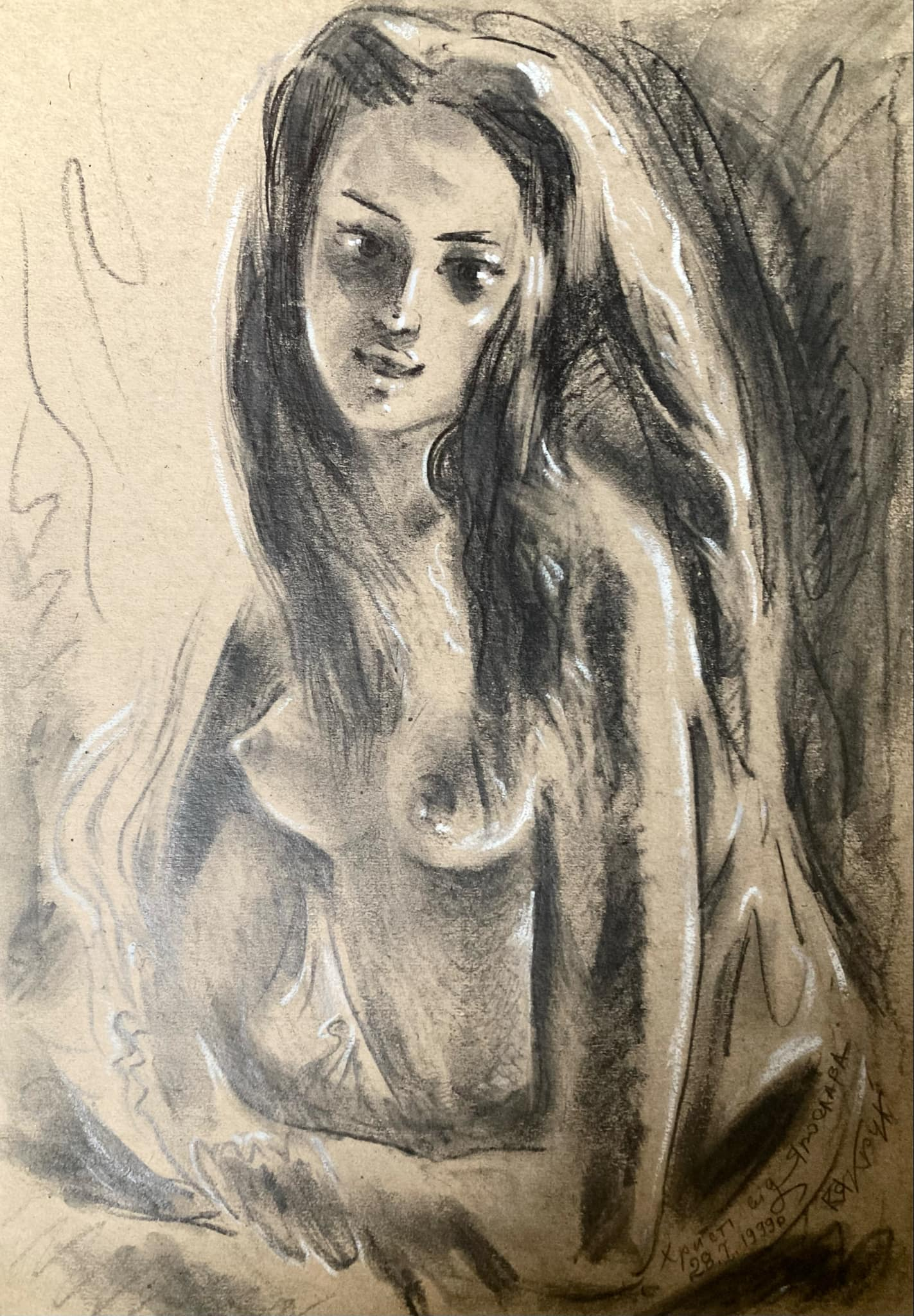
«Христі від Ярослава», 1999 р.

### Портрети

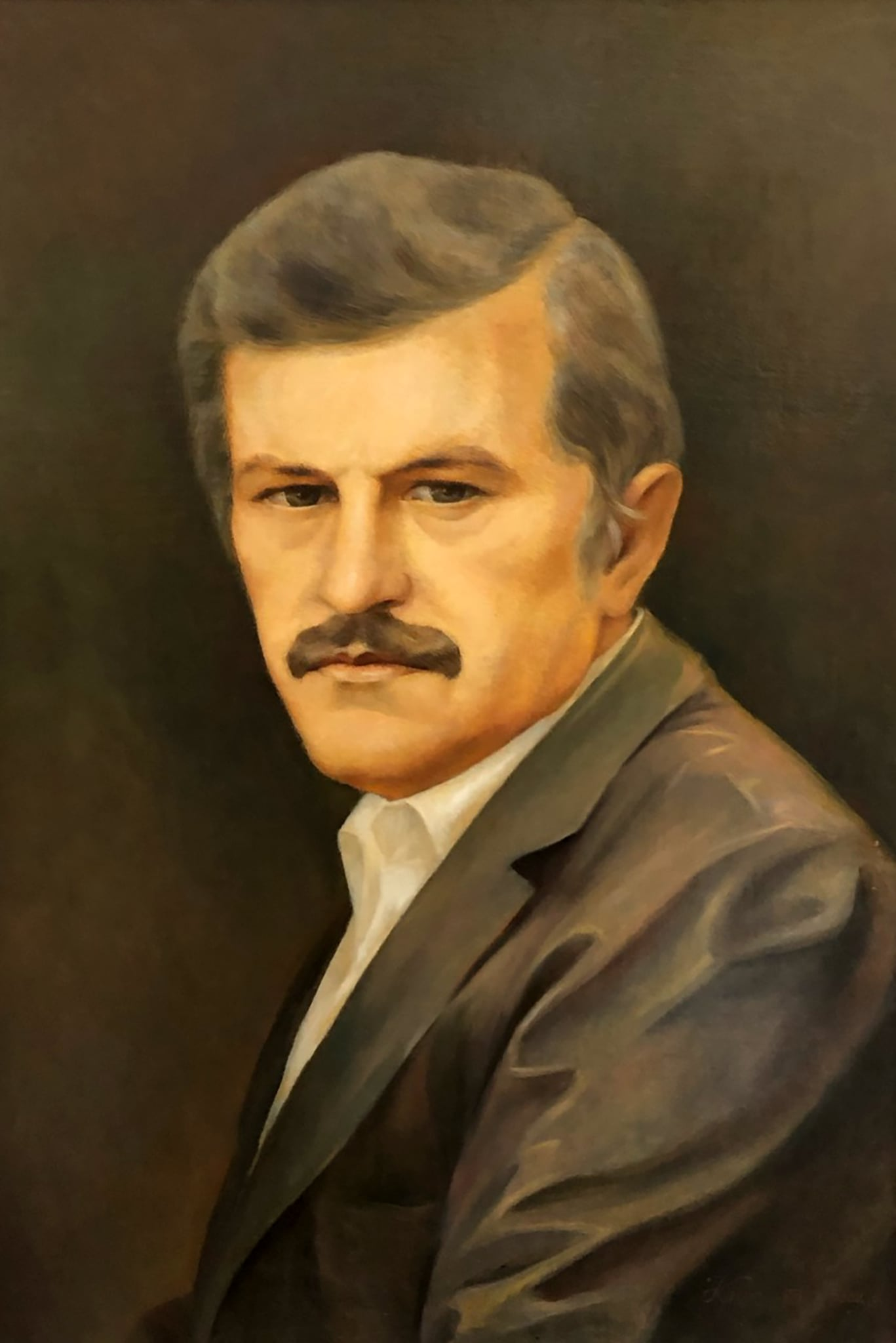
«Ярослав Наконечний» (Почесний консул Австрії у Львові), 1990 р.
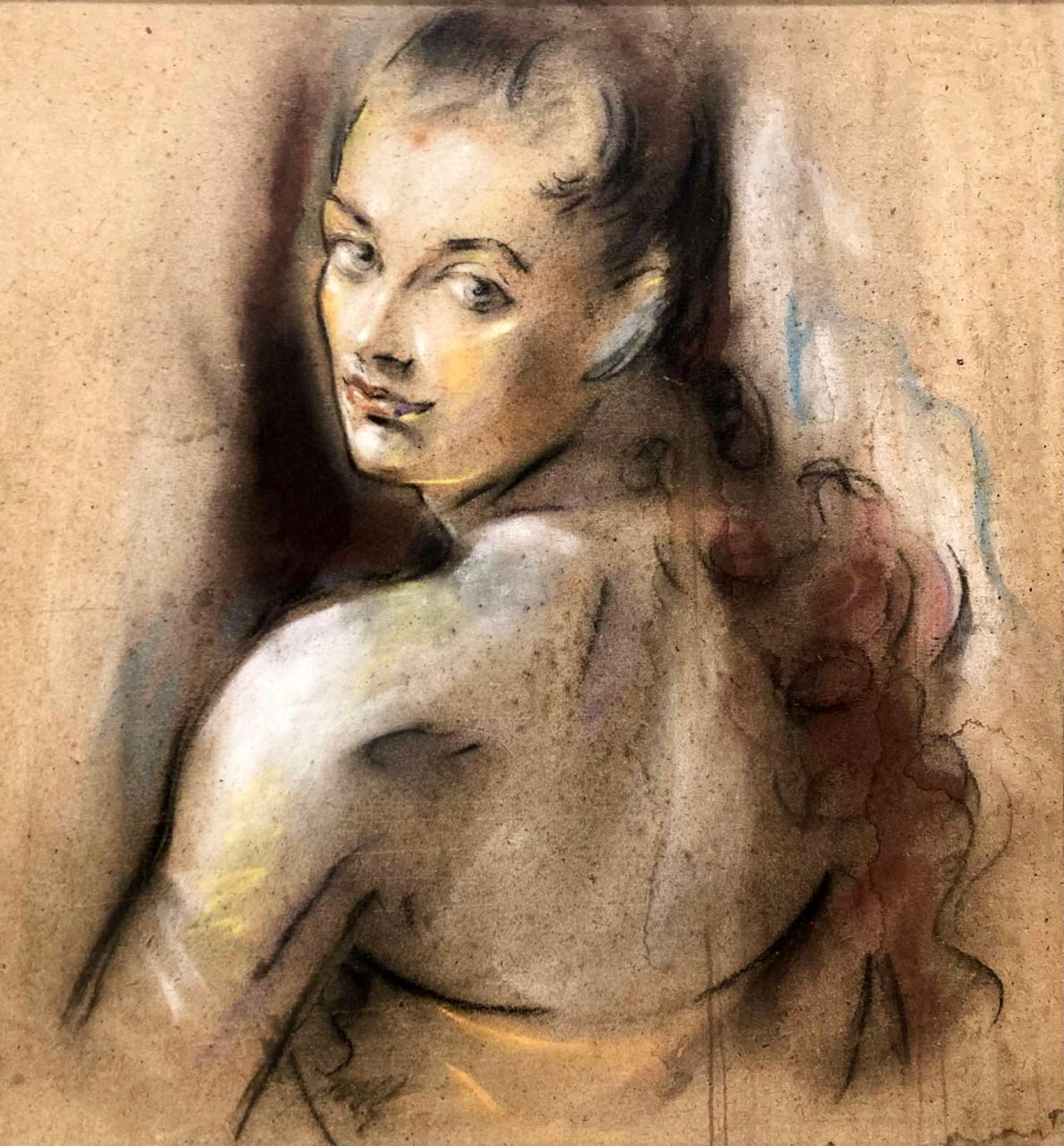
«Портрет солістки Львівської Опери», 1999 р.
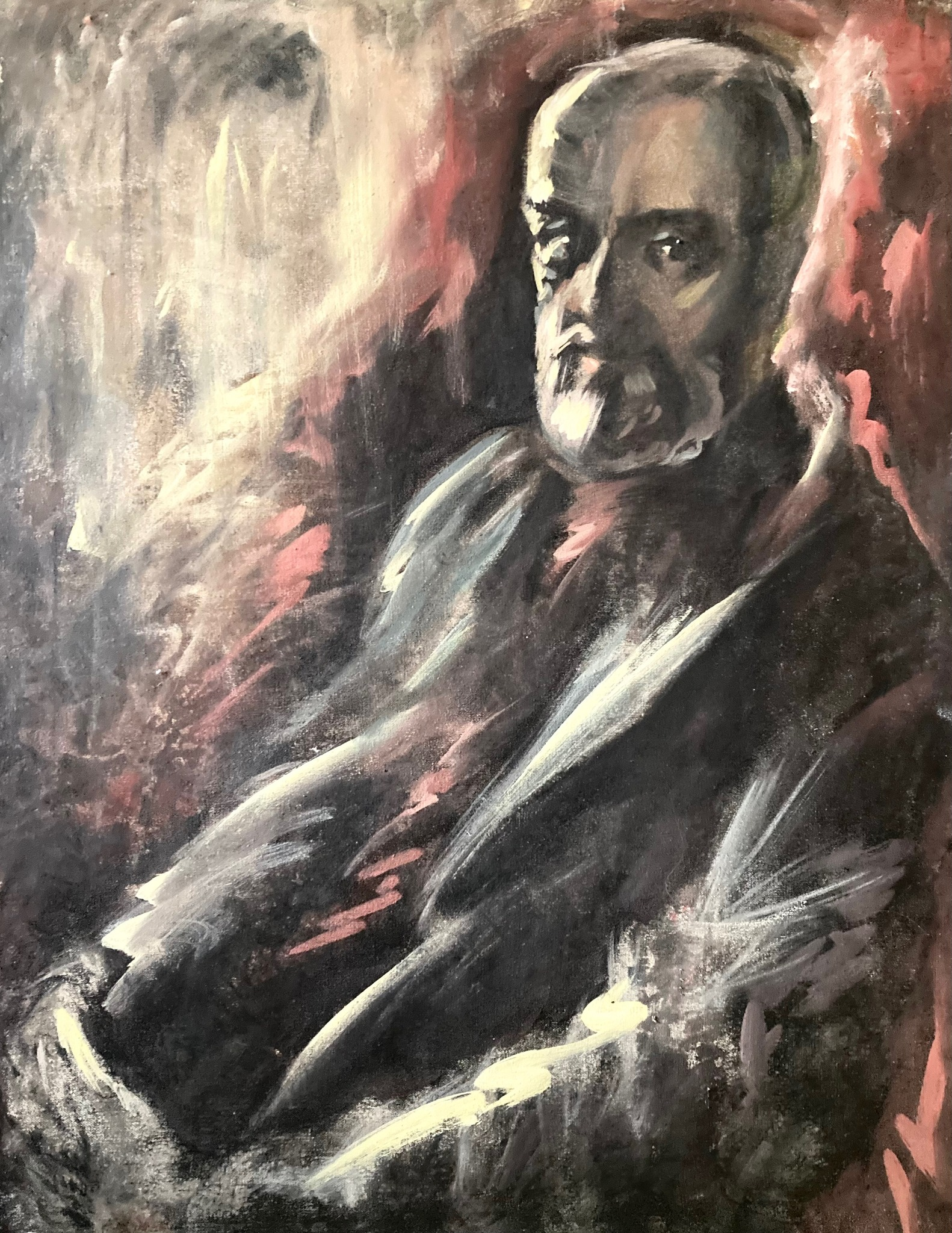
«Левик Андій», (український журналіст, культуролог), дата невідома
«Степан Тарасович» (український оперний співак, баритон, провідний соліст Львівської Національної опери ім. С. Крушельницької), Дата невідома
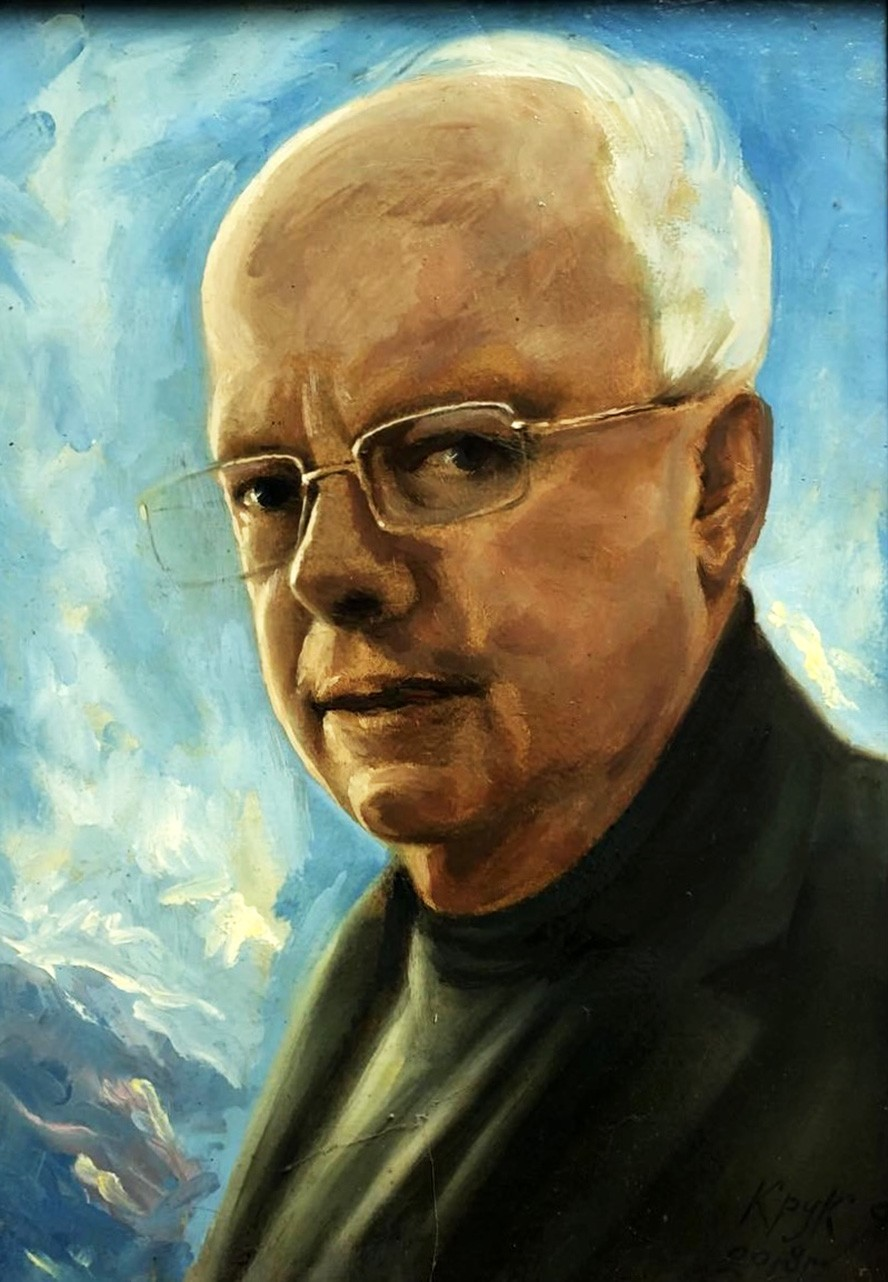
«Композитор Мирослав Скорик» (народний артист України, Герой України), 2018 р.
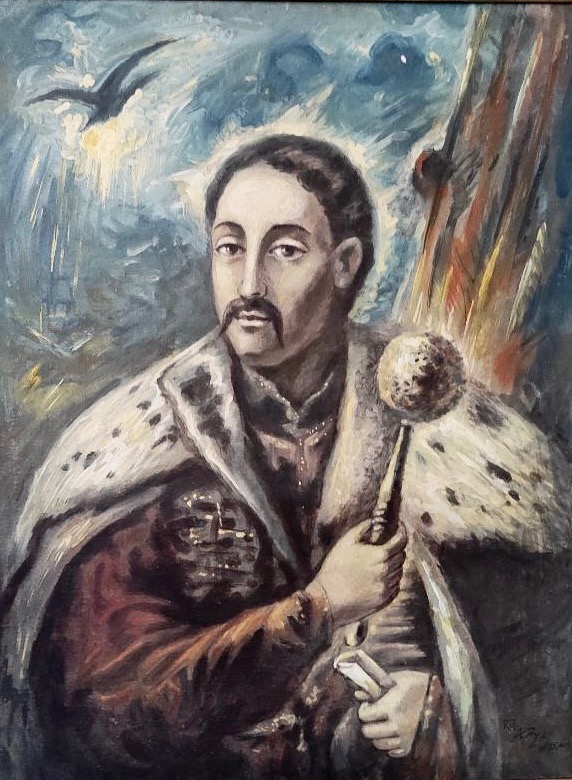
«Іван Мазепа» (гетьман України), дата невідома
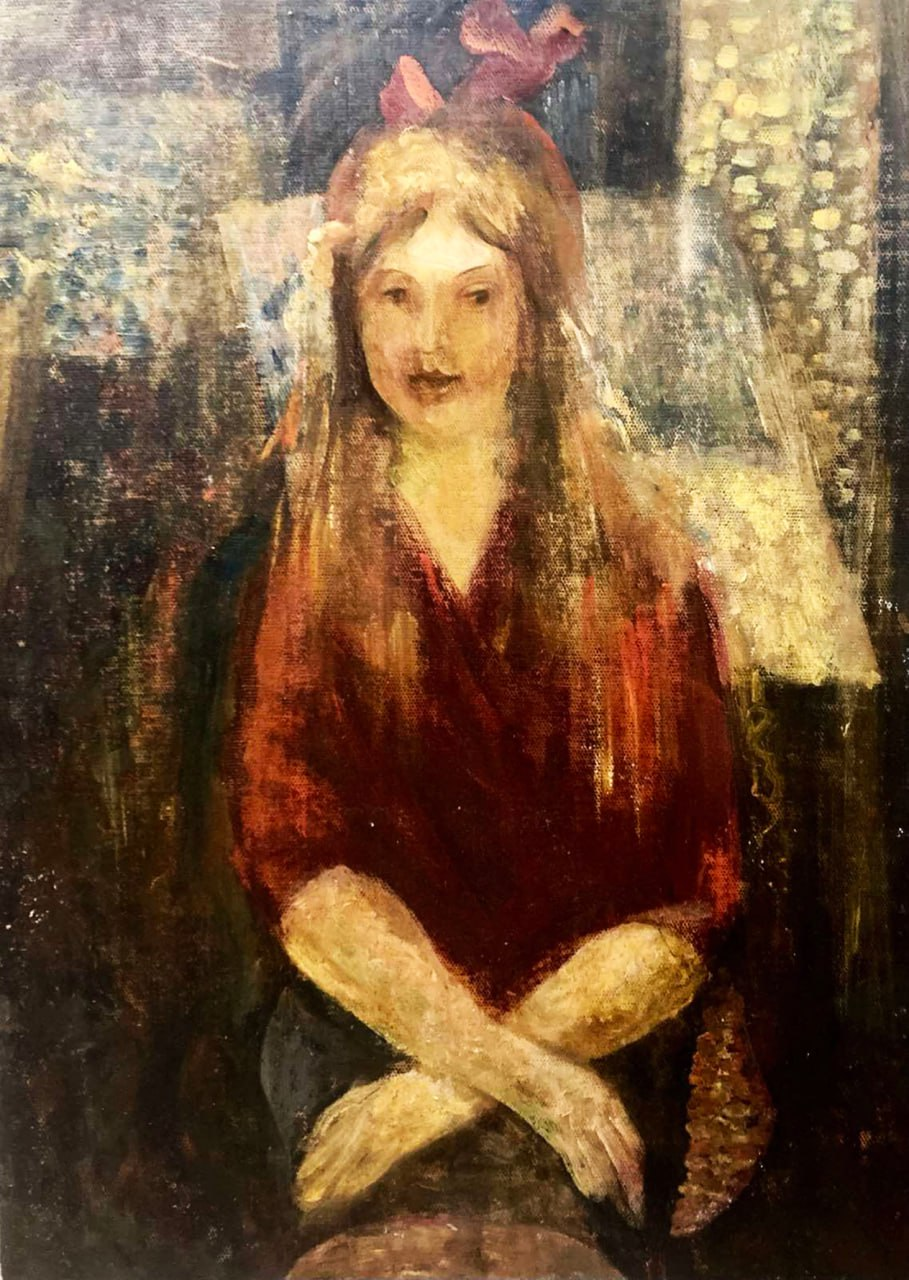
«Портрет жінки в червоному», 1990 р.
«Ірі від Ярослава», 1992 р.
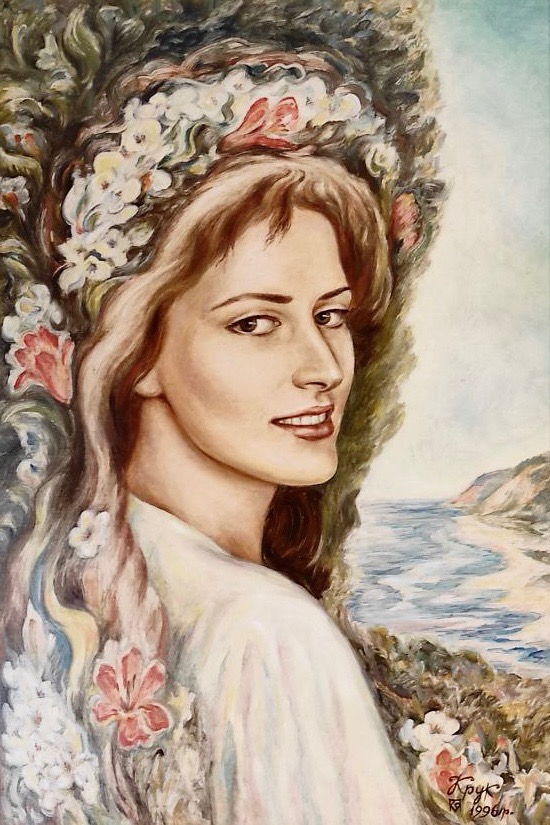
«Лісова пісня», 1996 р.
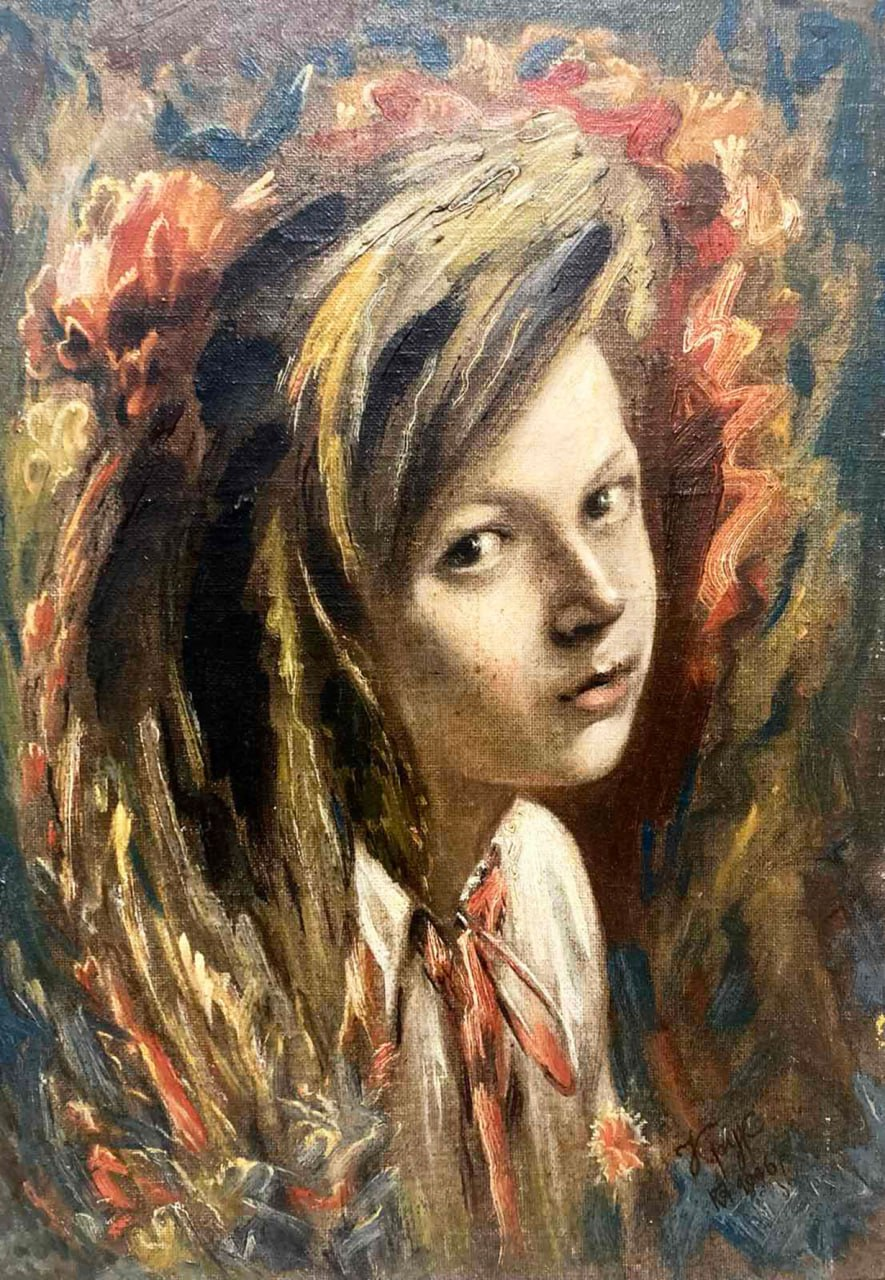
«Польова царівна», 1996 р.
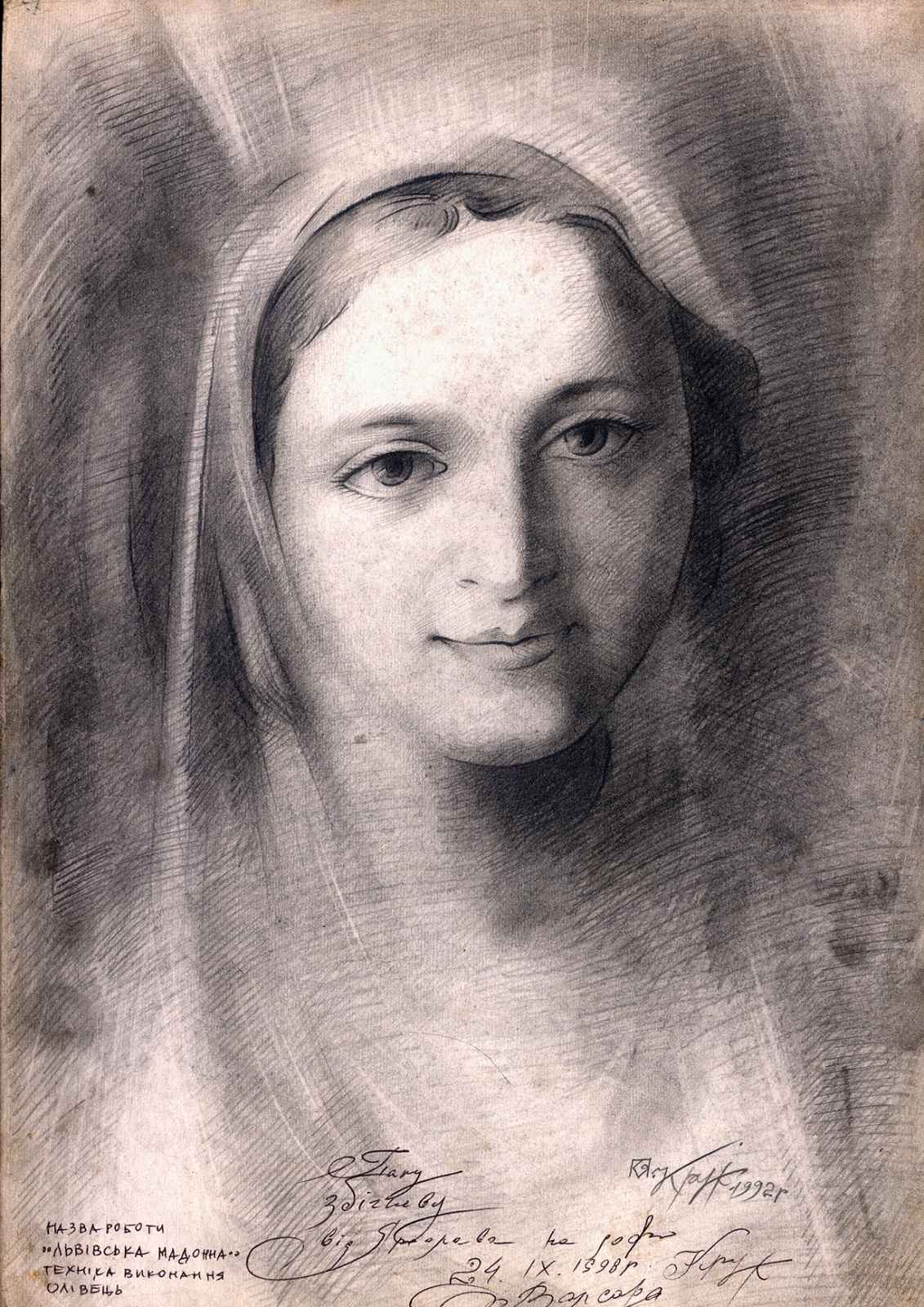
«Львівська мадонна», 1998 р.
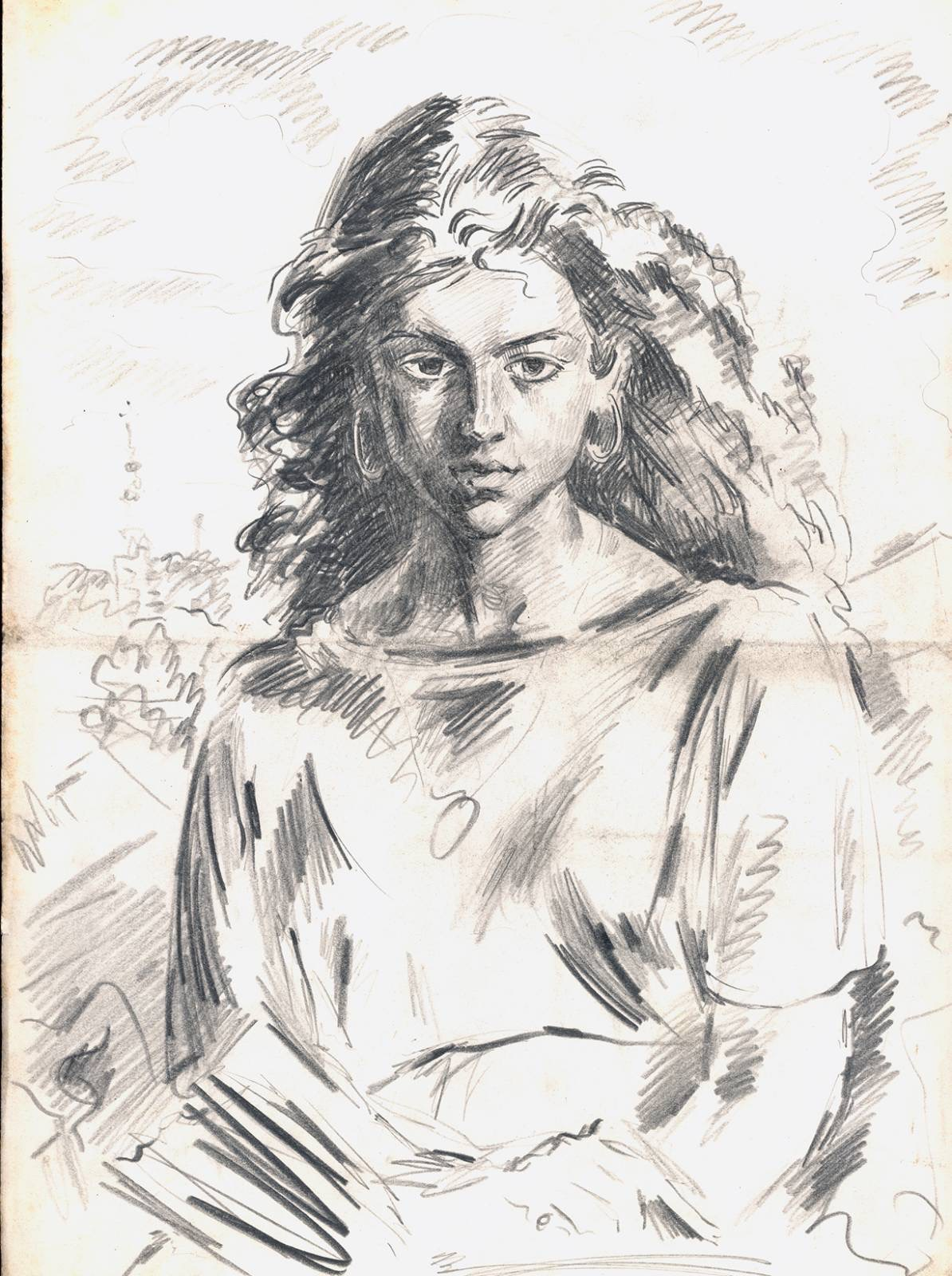
«Молода дівчина», 1998 р. (імовірно)
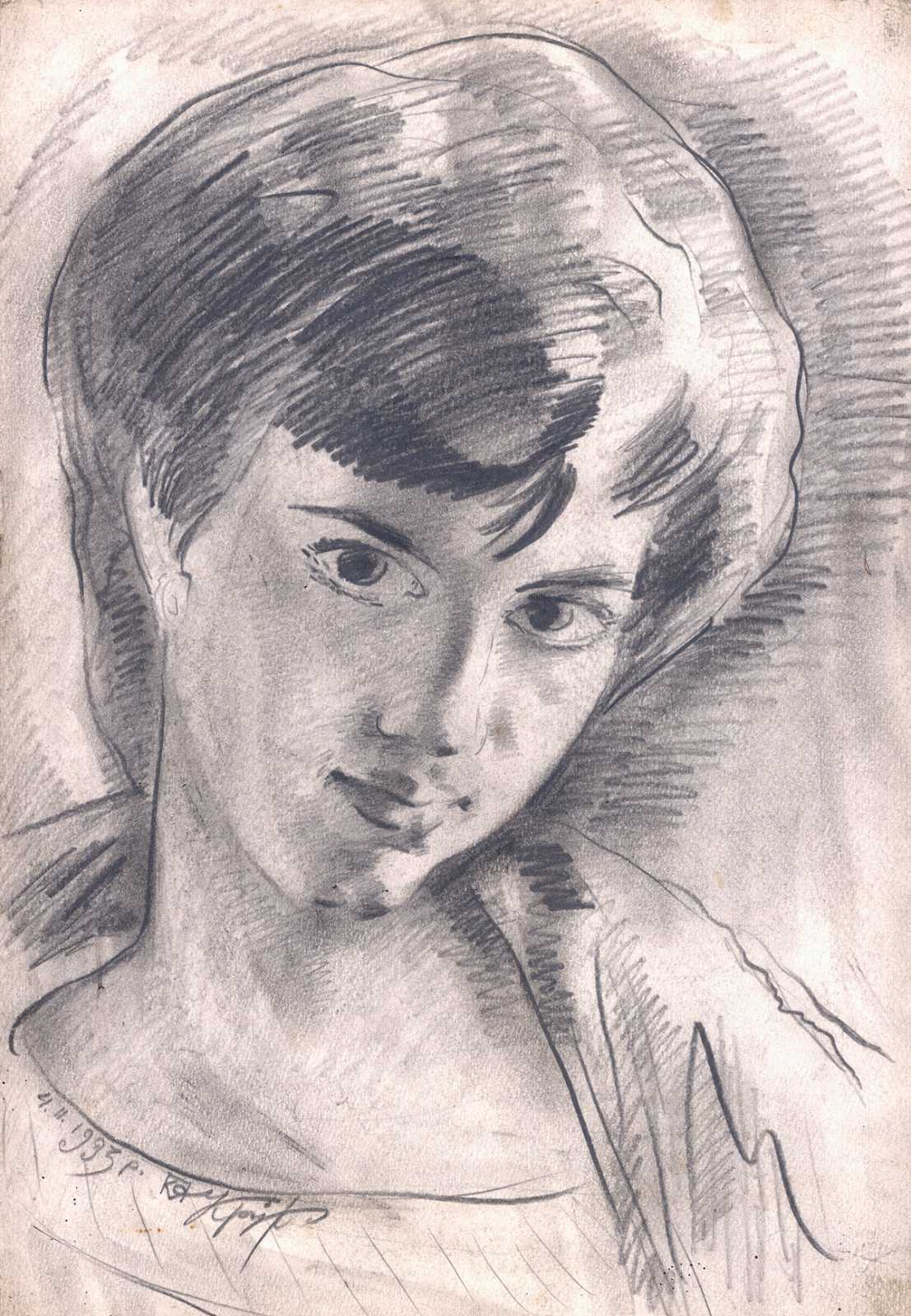
«Портрет Наталії Романюк, 1998 р.
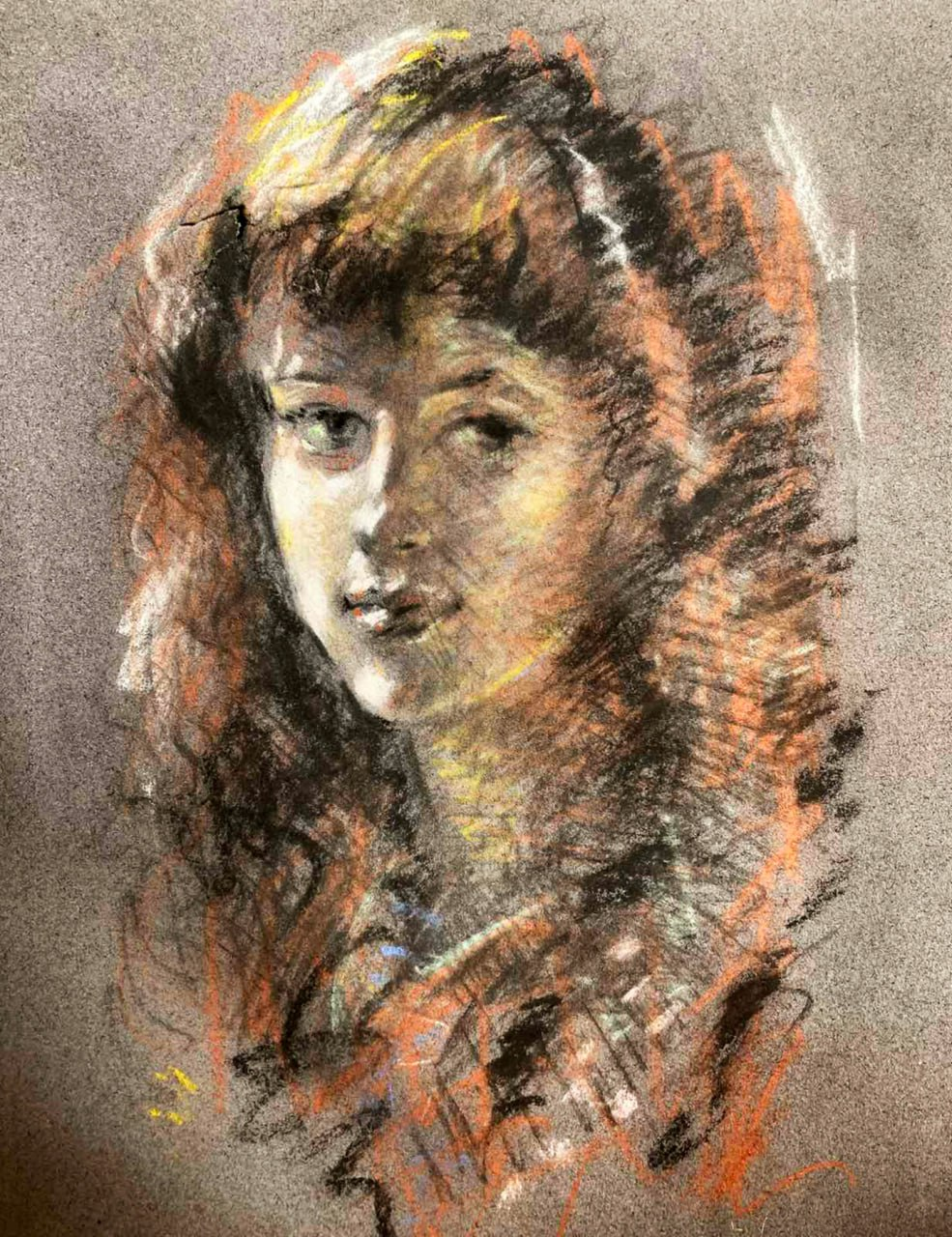
«Портрет дівчини», 2002 р.
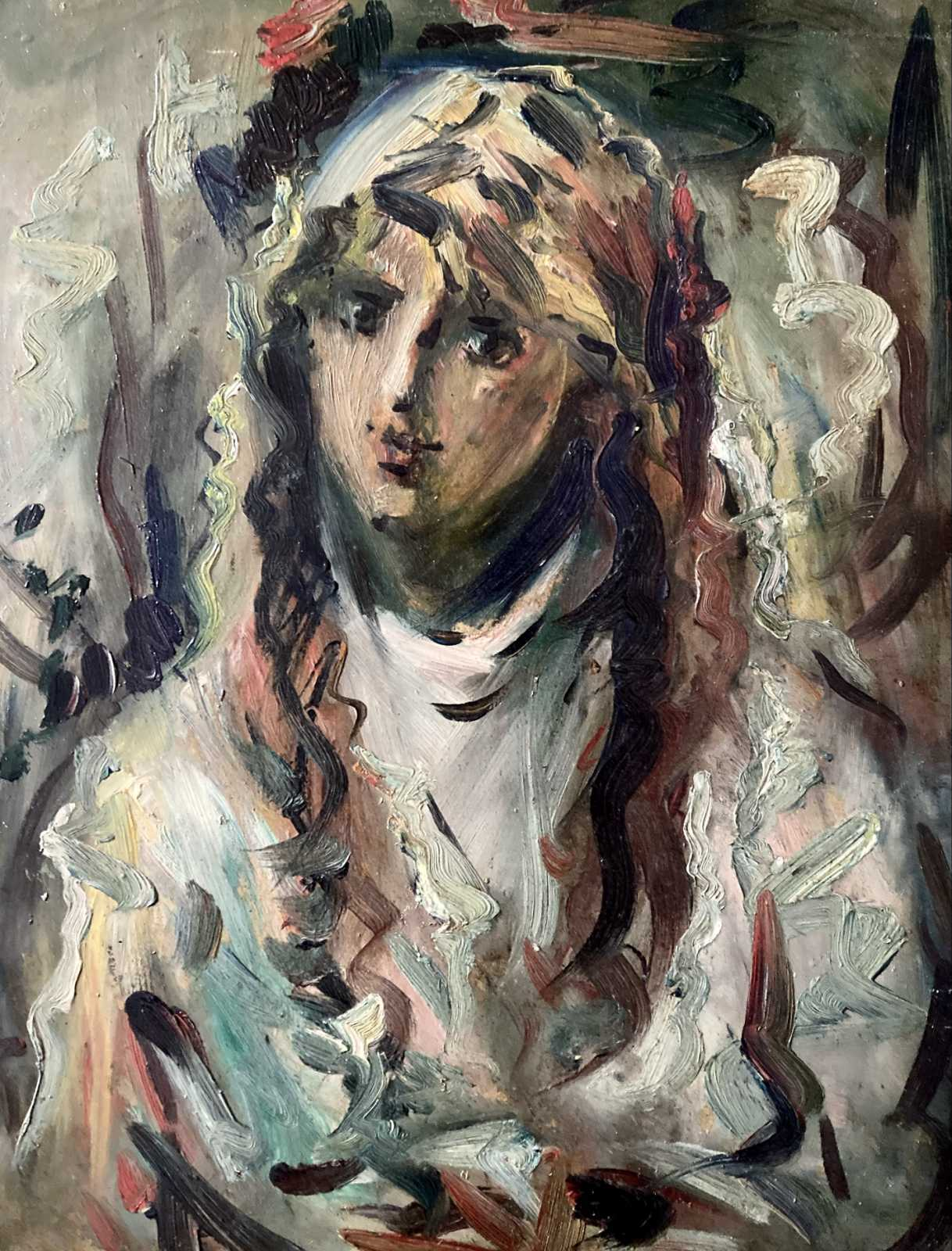
«Портрет дівчини в білому», 2010 р.